# Histoire du Kazakhstan

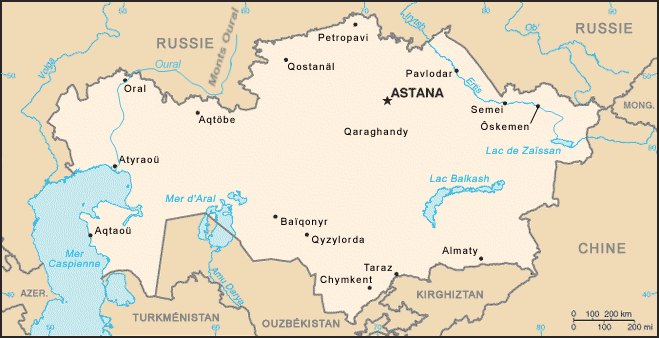
Carte basique du Kazakhstan (2006)

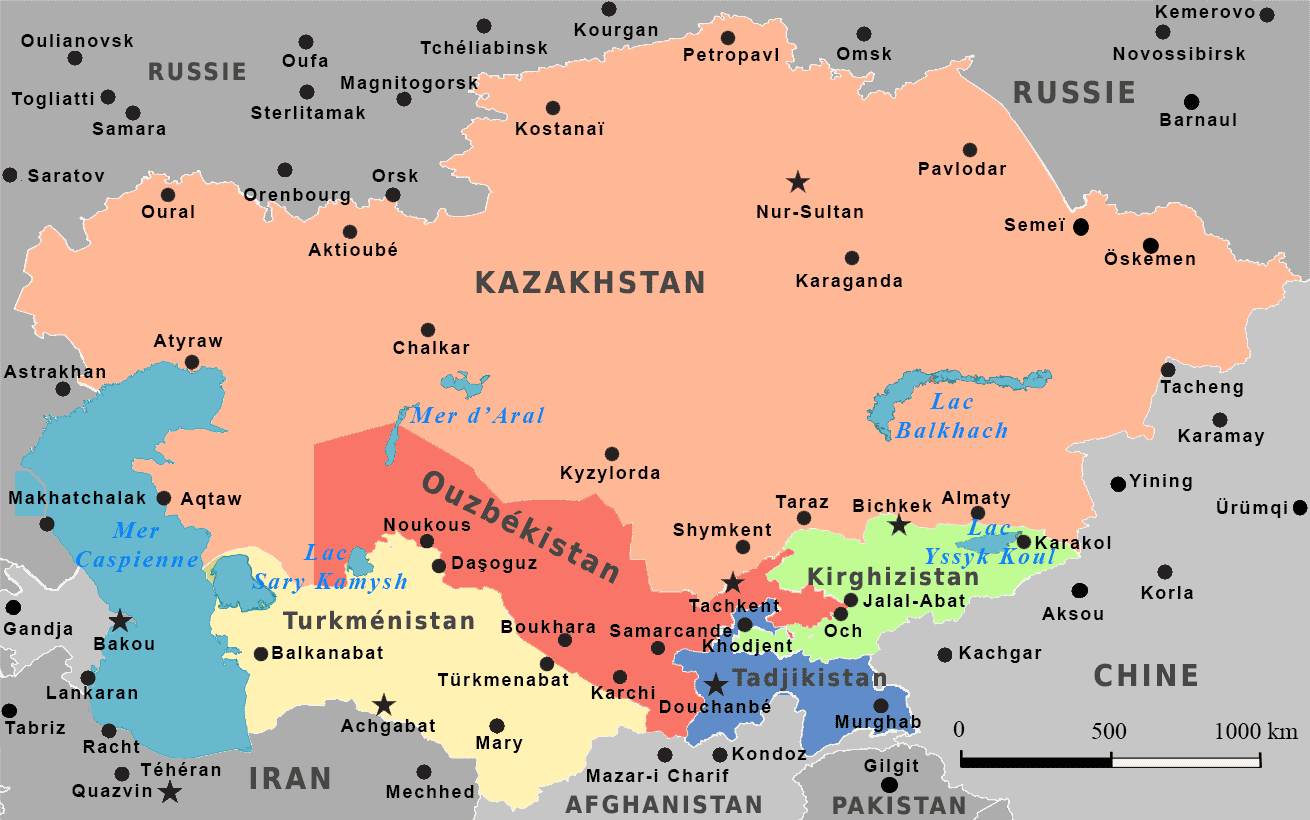
Asie centrale politique (2020)

Le Kazakhstan, pays de vastes steppes, fut depuis les temps les plus anciens parcouru par des populations nomades. Au début de l'époque moderne, il est peuplé de nomades turcophones – les Kazakhs –, chasseurs et éleveurs, dont les traditions sociales sont basées sur une structure clanique qui existe encore de nos jours.
Ces territoires, âprement disputés entre la Russie et la Chine, finissent par des jeux d'alliances et des pressions militaires par passer sous tutelle puis sous domination directe de la Russie, avant d'obtenir son indépendance le 16 décembre 1991,,,,.
En 2024, le Kazakhstan, sur un territoire de 2 724 900 km2, est riche d'une population d'environ 20 millions de Kazakhs.
La démographie du Kazakhstan est en croissance : 4 millions en 1897, 6 en 1926 et 1939, 9,295 en 1959, 13 en1970, 20,137 en 2023.

## Préhistoire

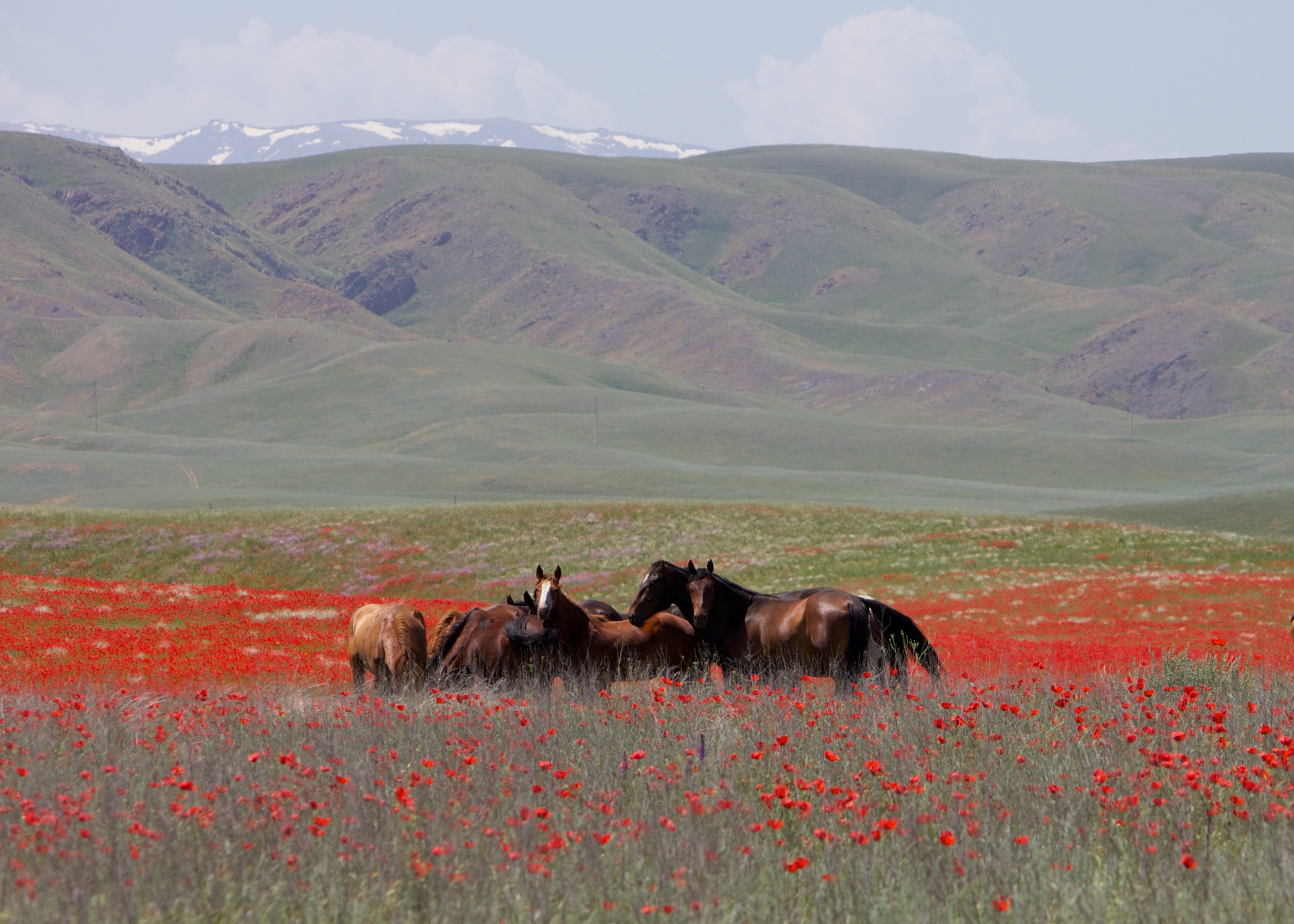
La domestication du cheval a joué un rôle de premier plan dans l'avènement de la société nomade pastorale.

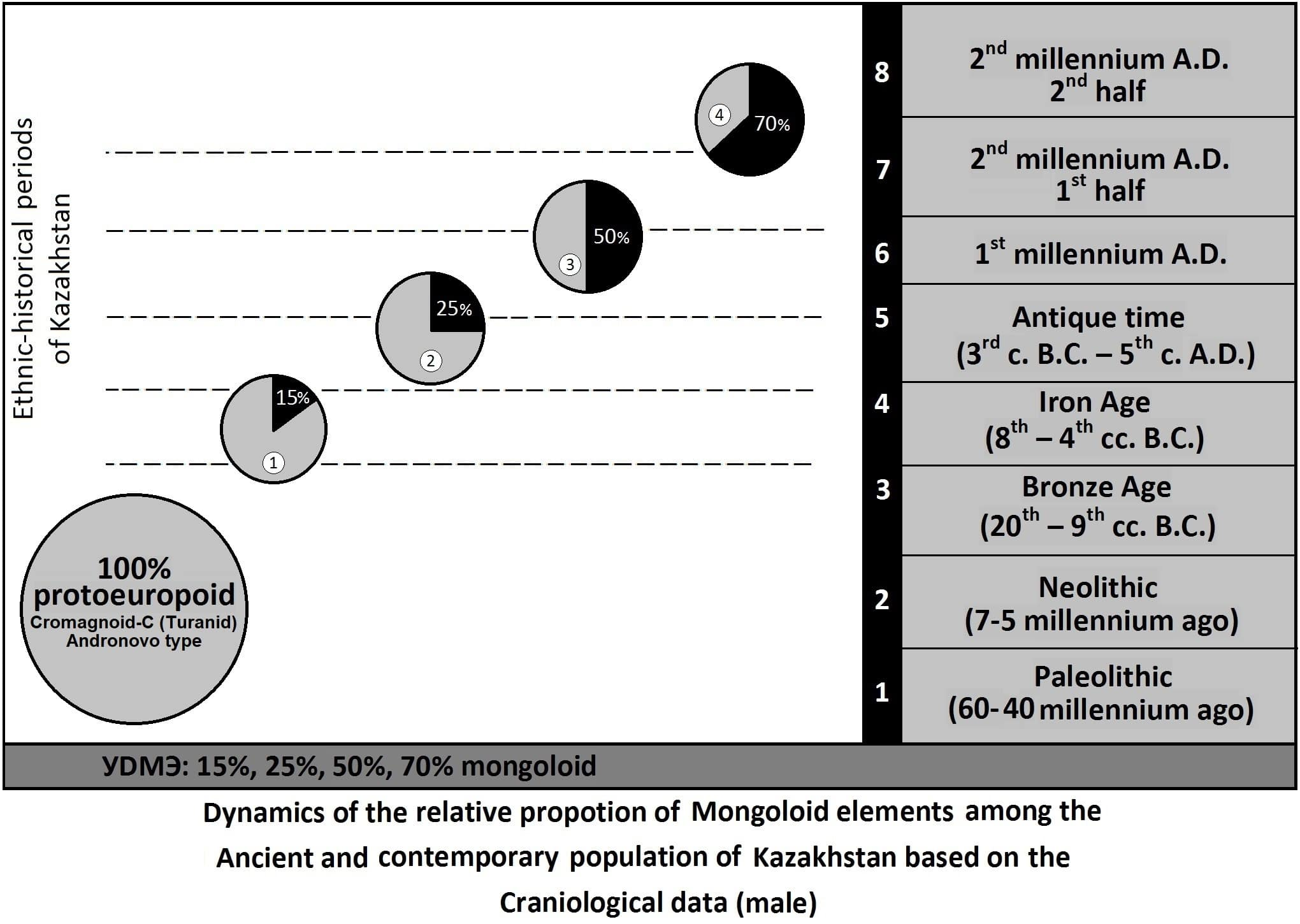
Proportion d'éléments mongoloïdes dans la population du Kazakhstan du Paléolithique à nos jours.

### L'âge de pierre
Le territoire de l'actuel Kazakhstan est habité dès le Pléistocène par des hominiens, le premier étant l'Homo erectus (il y a 1,6 million d'années), qui côtoie alors des représentants de la mégafaune du pléistocène, tels que le mammouth et le rhinocéros laineux. 
L'environnement local était très différent par rapport au Kazakhstan actuel : son territoire consistait en une vaste savane humide, les monts du Tien-shan n'étaient pas aussi élevés qu'aujourd'hui, et le niveau de la mer Caspienne était bien plus haut. 
Le climat subit par la suite de nombreuses fluctuations au cours des périodes glaciaires et interglaciaires se succédant, devenant de plus en plus froid et sec. 
Les restes de l'industrie lithique des homo erectus (de type Acheuléen) ont été trouvées notamment dans les monts Karataou et sur les bords de la mer d'Aral et de la mer Caspienne.
Les Hommes de Neandertal et leur industrie lithique caractéristique (le moustérien) sont présents au Kazakhstan il y a 130 000 ans.
L'Homme moderne s'installe sur place il y a environ 40 000 ans. 
Le climat rigoureux de la fin du Pléistocène et du début de l'Holocène ne permet cependant pas un peuplement rapide de la région, comme l'en attestent le très faible nombre de sites locaux datant du Mésolithique, ce qui semble aussi attester le caractère nomade des populations de l'époque.
Le Kazakhstan est peuplé depuis l'âge de pierre par des pasteurs nomades. 
Un climat semblable à celui du Kazakhstan contemporain apparait vers - 7500 ans avant notre ère, favorisant le peuplement du territoire.

#### Les cultures du Néolithique
Les cultures du Néolithique apparaissent d'abord sur les bords des fleuves Amou-Daria et Syr-Daria. 
Ainsi, la culture de Kelteminar (en) se développe du VIème au IVème millénaire avant notre ère. 
Cette culture semi-sédentaire de chasseurs-pêcheurs-cueilleurs est caractérisée par la domestication du chameau, de l'auroch et du cheval, et par l'apparition d'un artisanat produisant diverses flèches, épées et poteries. 
Du Vème au IVème millénaire avant notre ère, le nord du pays voit se développer la culture d'Atbassar.
La domestication du cheval joue un rôle clé dans la complexification des sociétés locales, dans l'avènement de sociétés pastorales nomades, révolutionnant la guerre et surtout les transports, car permettant un déplacement plus rapide et facile des populations, et ce sur de grandes distances. Le cheval restera sur place le principal moyen de déplacement jusqu'au XXe siècle.
De -3700 à 3100 avant notre ère, le nord du pays voit se développer la culture de Botai, ou 90% des ossements retrouvés sont des os de chevaux, indiquant l'importance de ces animaux pour les peuples de cette époque. La culture de Botai est sédentaire, et composée de communautés de plusieurs centaines de personnes habitants dans des maisons à moitié enterrées. La maitrise du travail du cuivre et la domestication du chien est à signaler. Les découvertes se répandent par la suite dans tout l'actuel Kazakhstan, et le travail du zinc et du cuivre sont à leurs tours maitrisés,.

### L'âge du bronze, et l'avènement du nomadisme
Les cultures de l'âge du bronze qui se sont étendues sur ce territoire comprennent la culture Sroubna, la culture d'Afanasievo, la culture d'Andronovo et la culture de Begazy-Dandybai (en). Les Hommes de la culture d'Andronovo appartiennent à un peuple Indo-Européen, et ont des traits europoïdes ; les peuples altaïques parmi lesquels se trouvent les türks sont alors présents surtout dans les forêts de l'Altaï, et ne se répandront vraiment dans les steppes que plus tard. À cette dernière culture est rattachée la découverte du mausolée de Karaganda qui fournit un éclairage sur la formation et l'origine des tribus cimmériennes et saka,. 
Bien que les premiers peuples soient des éleveurs très mobiles, les premières civilisations qui se développent sur place sont sédentaires. Les raisons de la transition vers le nomadisme, qui semble s'opérer à partir du XVe siècle av. J.-C. ne sont pas très bien connues, mais une dégradation du climat rendant l'agriculture conventionnelle beaucoup plus difficile, et dans une moindre mesure, une valorisation du mode de vie nomade par une élite jugeant ce mode de vie plus prestigieux, sont les explications les plus courantes.

## Premiers peuples nomades (VIIIesiècleav. J.-C.-IVesiècle)

### Huns, Sakas et Scythes
Entre 500 avant notre ère et 500, le Kazakhstan abrite les cultures nomades guerrière des Scythes puis des Huns. Ces nomades sont encore des indo-européens parlant des langues iranophones, mais ceux-ci se métissent peu à peu avec les türks de l'Altaï, qui vont peu à peu les assimiler, et adopter une grande partie par leur culture, laquelle les a influencés de façon décisive.

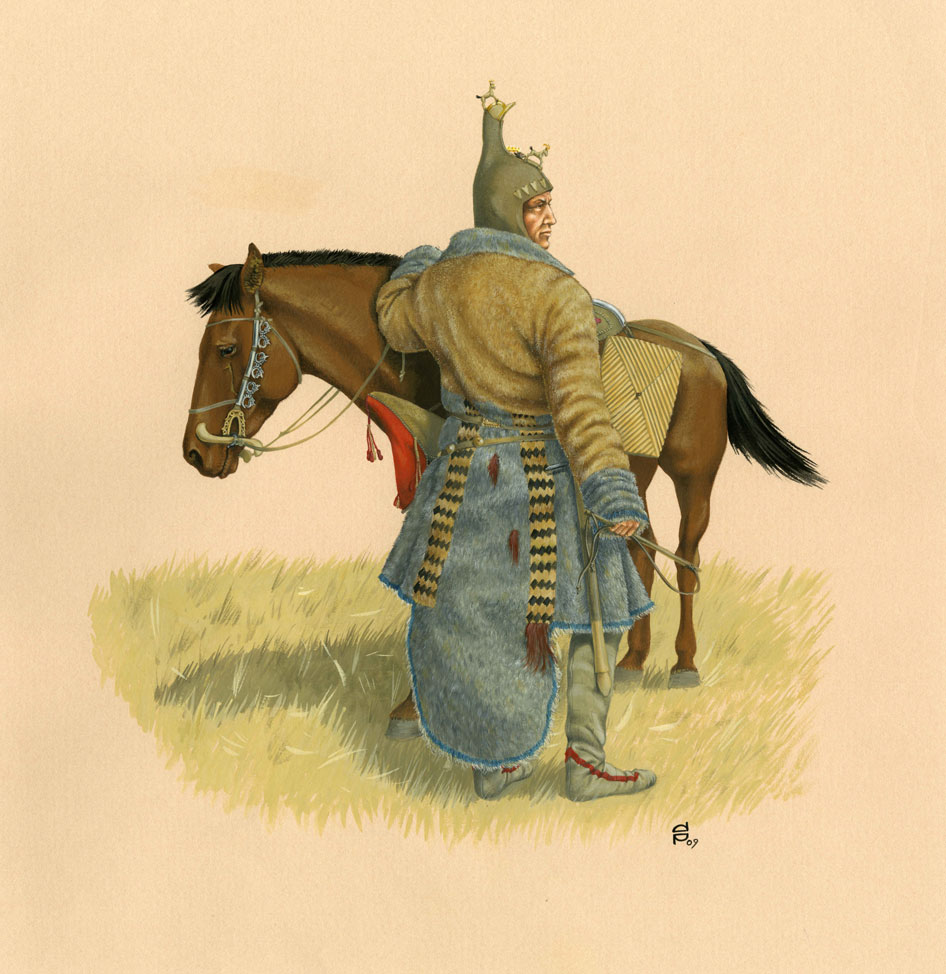
Reconstitution d'un Scythe.

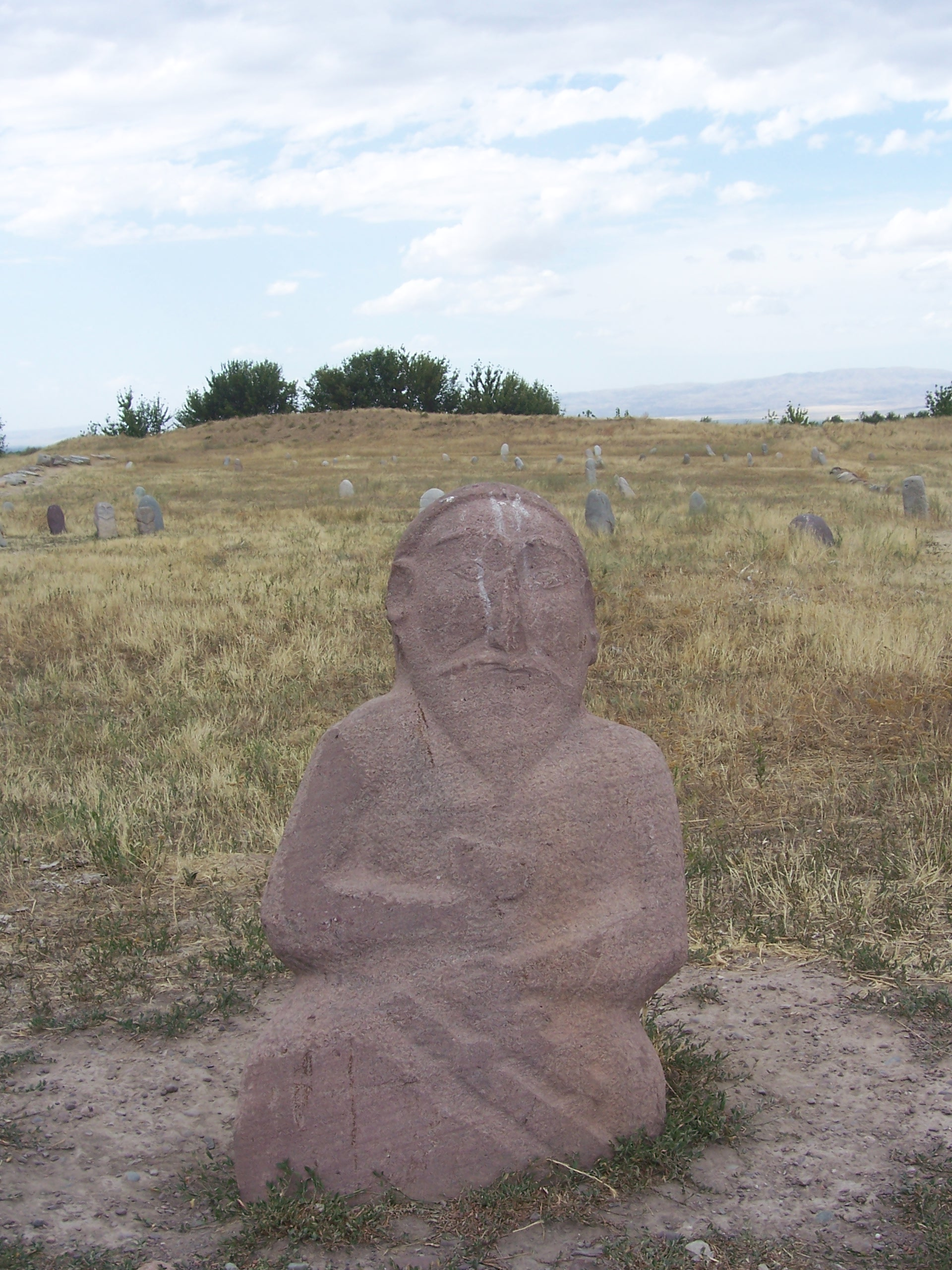
Pétroglyphe scythe près de la tour de Burana (Kirghizistan).

Selon Tacite, les Huns Yuezhi étaient présents en -91 dans les terres de Turan de la province d'Atyraou. Au début du IVe siècle, un noble Kushan nommé Malkar de Khi, est devenu le chef des Huns installés à cet endroit. Malkar aurait été le premier à emmener les Huns dans le delta de la Volga (en), où ils rencontrent les Alains. S'alliant avec le roi des Alains, Malkar réunit dix tribus pour former la première proto-Confédération tribale turque (en). Cette première proto-Confédération du clan des Doulo aura une influence jusqu'au sud du sous-continent sous le règne de Kitolo, prince des Scythes et jusqu'en Europe centrale sous le règne d'Attila.

### Xiongnus, Yuezhis et wusuns
Les tribus nomades vivant dans les régions correspondant au nord de la Chine et à la Mongolie s'unifient et s'organisent en une confédération appelée Xiongnu (ou Hiong-nu), dirigé par le Chanyu ("empereur" ou "roi") Touman(en) puis Modu (règne de -209 à -174). L'appartenance des Xiongnu au groupe Proto-Turc ou Proto-Mongol, n'est pas tranchée, plusieurs peuples étaient peut-être présents au sein de la confédération. Le règne des Xiongnu marque le déclin des peuples indo-européens et la progression des Turcophones en Asie centrale.
Comme l'a remarqué Jean-Paul Roux, les Xiongnus semblent préfigurer tous les futurs empires nomades : « Les peuples les plus divers entraient dans leur obédience, s'unissaient pour un temps, s'amalgamaient pourrait-on dire, de gré ou de force, toujours prêts à oublier ce qu'ils étaient quand le maître était fort, toujours prêts à s'en souvenir quand il devenait faible ». Par ailleurs, l'essor des Xiongnus correspond à l'essor des peuples altaïques, lesquels deviennent à partir de là vraiment majoritaires sur les indo-européens.
Le peuple Wusun, bien connu des Chinois, est présent au Jetyssou, et notamment dans la région de l'Ili, au IIe siècle avant notre ère. Ceux-ci chassent les Yuezhi, peuple indo-européen chassé de l'est de la steppe pontique par les Xiongnus, et qui avaient tenté de s'installer dans la région. Les Wusuns resteront sur place plusieurs siècles. Durant la même période, les Kangjus ont vécu sur partie du Kazakhstan actuel.

## Le Khaganat Turc

### Formation de l'empire Köktürk
Vers l'an 400, Shelun, chef des Ruanruans, confédération de tribus nomades protomongoles, évincent les Xianbeis et étendent leur pouvoir sur un immense territoire comportant la Mandchourie, la Mongolie, et le Turkestan. C'est chez eux qu'apparaissent pour la première fois les titres de khan et de kaghan, qui remplacent  le titre de shanyu des Xiongnu. Les Ruanruans doivent fréquemment lutter contre les Tabgatch (appelés aussi Tuoba, un autre clan turc), et s'allient avec les Huns blancs (ou Hephtalites).
En 552 affaiblis par de fréquentes insurrections de leurs vassaux et par une guerre civile au début des années 520, les Ruanruans sont vaincus par leurs vassaux coalisés (parmi lesquels se trouve Bumin, du clan Ashina des Göktürks (ou Köktürks) qui avait soutenu les Ruanruans dans un premier temps), et le Khagan Ruanruan A-na-kouei est poussé au suicide. Bumin devient Kaghan du premier État bien documenté de la région, le Khaganat turc. Bumin mourut rapidement et son trône revint à son fils Mugan.
Istämi, frère de Bumin, reçut des terres à l'ouest, avec notamment l'Irtych, l'Ili et le Tchou. Istämi se rapproche des Sassanides pour lutter contre les Hephtalites, qui sont battus en 565, ce qui lui permet de s'emparer de la Sogdiane, puis de la Bactriane, après s'être retourné contre les Sassanides. Le dirigeant de la partie orientale de l'empire Köktürk garde le titre impérial de Kaghan, tandis que le chef des Köktürk occidentaux porte le titre de yabgu, reconnaissant l'autorité du Kaghan de l'est. Les Turcs avancent vers l'ouest jusqu'à la Crimée, et contrôlent alors les routes commerciales menant vers la méditerranée, et des accords sont conclus avec Byzance pour lutter contre la Perse.
En quelques années, la confédération des dix tribus Doulos de la province d'Atyraou s'allient aux Ashinas formant la partie occidentale de l'Empire Köktürk.[réf. souhaitée]
Ils réussissent à reprendre Phanagoria aux Avars et renomment Sabires les Khazars. Toutefois, le clan des dix tribus Doulo fait rapidement sécession des pour devenir le Khanat turc occidental, qui prospéra jusqu'à 630 quand ils deviendront les Khazars.

### Division et dissolution de l'empire
Le Kaghan Taspar (en) ( ou T’o-po, règne de 572/73 à 581), frère et successeur de Mugan, fut le dernier Kaghan oriental à être reconnu par les Köktürks de l'ouest. Au début des années 580, Tardou (ou Datou), yabgu Köktürk de l'ouest, s'autoproclame Kaghan et forme le Khaganat turc occidental, et attaque Ishbara ( ou Sha-po-lo), Kaghan oriental.

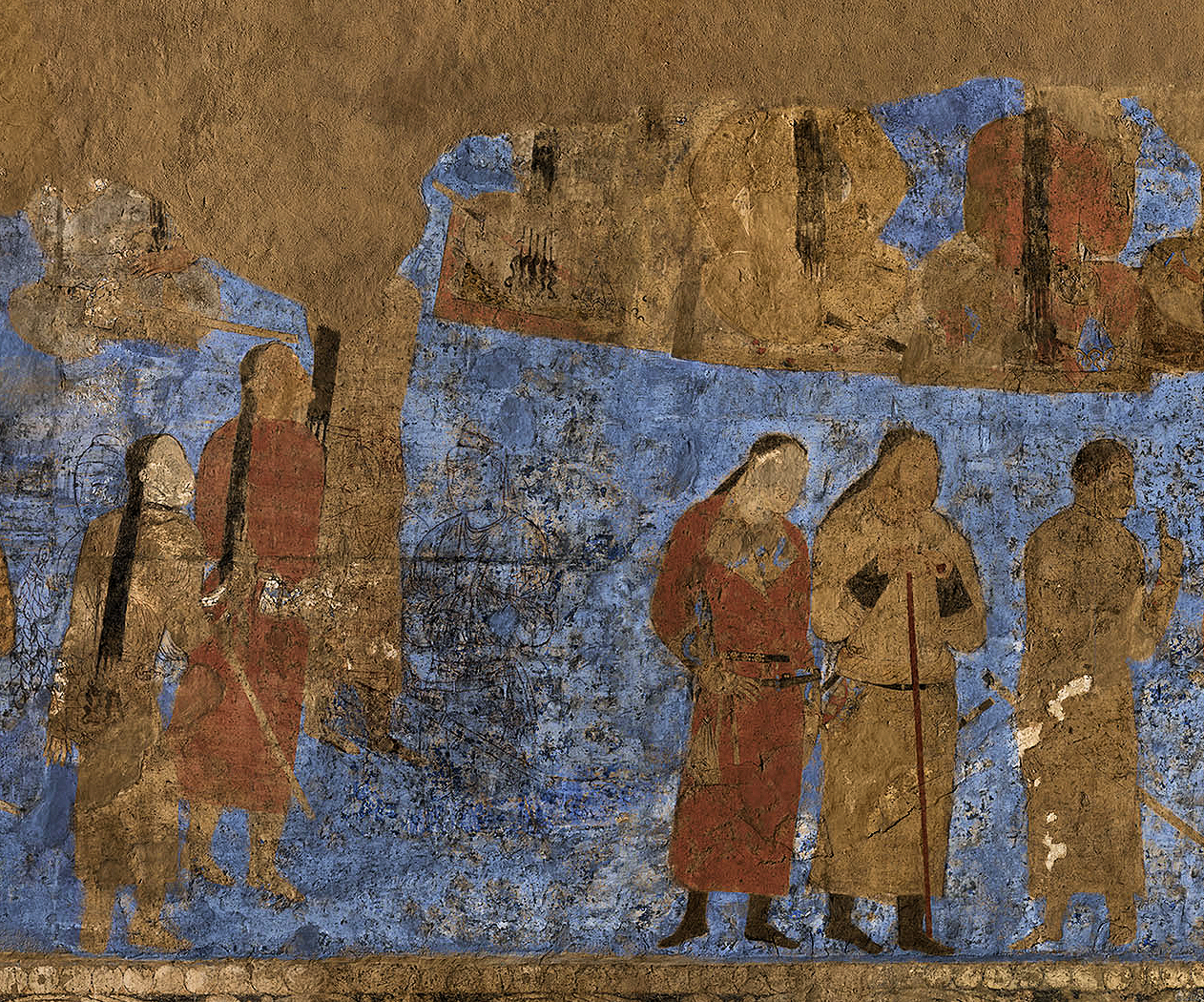
Turcs occidentaux sur les peintures murales d'Afrassiab, VIIe siècle.

Tardou reçoit dans un premier temps l'aide de la Chine des Sui, qui cherche à briser l'unité de l'empire turc, mais ces derniers se retournent contre lui lorsque Tardou, devenu trop puissant, menace le Khaganat de l'est. Les années 580-590 dans le Khaganat turc oriental sont ainsi marquées par des guerres successives entre prétendants au trône. En soutenant divers prétendants, les Sui s'assurent de la division puis du contrôle de l'est. Tardou se maintient au pouvoir à l'ouest jusqu'en 603, lors de la révolte de la tribu Tölös nomadisant près du Tarbagataï. Tardou est chassé, mais son sort ultérieur reste inconnu. L'unité du Khaganat occidental ne lui survit pas. Son petit-fils, Che-kouei (ou Shigui) réussit à réunifier le Khaganat occidental en 611 avec le soutien de la Chine, qui dispose alors d'une forte influence sur les deux États Turcs.
Cette influence disparait sous Sui Yangdi (Yang-ti) à la suite des désastreuses guerres Koguryo-Sui de 612, 613 et 614. Che-pi (ou Shibi), Khagan oriental, se retourne contre les chinois, mais son successeur, Illig (ou Hie-li) subit d'importantes défaites face à Tai-Tsong à partir de 624. En 630, le Khaganat oriental est totalement soumis à la Chine.Tai-Tsong réussit à nouer des liens personnels avec beaucoup de chefs Göktürks.  

Carte du monde vers l'an 650.

Au viie siècle, le Khaganat occidental, émancipé de l'influence chinoise, s'étend de l'Altaï à la mer Caspienne et au sud jusqu'à l'Hindou Kouch, est peuplé par les « dix tribus » (Onoq Budun). Les cinq tribus Doulo (ou Tou-lou), vivent à l'est du Tchou, tandis que les cinq tribus Nushibi (ou Nou-che-pi) vivent à l'ouest du fleuve.
En 630, Tong, le Khagan occidental doit faire face à la révolte des Karlouks, et est assassiné. Le Khaganat se divise en deux, entre Doulos et Nushibis. Tou-lou, Khan des Doulos, tente de réunifier le Khaganat, mais est défait par les Chinois après qu'il les aient attaqué, et part vers la Bactriane en 651. Le dernier Khagan occidental, Helu (ou Ho-fou), issu des Doulos réussit à s'imposer aux Nushibis, mais est défait en 657 par les Ouighours (anciennement appelés Tölös) et les Chinois, qui envahissent la sémiretchie. Malgré les efforts des gouverneurs Tangs, les nomades turcs continuent régulièrement à se révolter. L'influence chinoise s'estompe durant les années suivantes.
Kaghan Kubrat établit l'état de l'Ancienne Grande Bulgarie qui durera peu de temps. Il se désintégrera à sa mort quand la majorité des membres migreront vers l'ouest pour la première conquête de la Hongrie de 677 par Kotrag (en). Kotrag a aussi installé les Bulgares de Batbayan au nord de la Volga et ses Balkars s'installent avec les Circassiens au nord du Caucase.

## États nomades duVIIIesiècleaux invasions mongoles

### Karlouks (600-1200)
En 766, les Karlouks, une confédération de tribus turques, établissent un État dans la partie orientale de l'actuel Kazakhstan. Aux VIIIe et IXe siècles, les Arabes conquièrent des parties du sud du Kazakhstan et y introduisent l'Islam. Les Kara tatars (en) se battent jusqu'à la victoire des Temüdjin.

### Essor des Oghouzes et des Kimaks (740/750 - 1000c)
Les Kara-Khazars de la province d'Atyraou se joignent aux Oghouzes, se révoltent contre l'État d'Aq-Khazar et établissent l'État de Yabgu Oghouze de la dynastie Kara qui va devenir l'Empire des Seldjoukides.
Du VIIIe au XIe siècle, les Oghouzes contrôlent l'ouest du Kazakhstan, et fondent en 750 le long de la mer Caspienne et au nord de la mer d'Aral l'État d'Oghouze-Yabgou. Un système féodal se met progressivement en place dans les territoires Oghouzes : les terres sont privatisées et les Khans Oghouzes disposent d'une administration pour collecter les impôts et envoyer des expéditions armées pour punir les rebelles.
À peu près à la même époque, les Kimaks et les Kiptchaks (appelés aussi Coumans), également d'origine turque contrôlent l'est du territoire. Les tribus Kimaks forment le Khaganat Kimek en 743, avec un khagan à sa tête. Le khagan nomme les gouverneurs et leur confie des terres en fonction de leurs titres de noblesse et de leurs services. Une noblesse héréditaire possédant la terre se met là aussi en place, et les relations entre tribus sont régies par des coutumes. Les khagans successifs doivent également lutter contre certains chefs tribaux tentant de s'émanciper du pouvoir central, et parviennent à conquérir des terres dans l'actuelle région du lac Alaköl, à l'est du Turkestan, et sur le territoire des Kirghizes de l'Ienisseï.

### Chute des Oghouzes et des Kimaks, essor des Kiptchaks (1000c-1200c)
Les Kiptchaks entrent en conflit avec les Kimaks à la fin du xe siècle et au début du xie siècle. Affaibli par l'essor du royaume Khara-Khitan, un peuple Mongol venu du Nord de la Chine, et par les importants déplacements de populations que la formation du royaume Khara-kitan a entrainé, le Khaganat Kimek s'effondre, ce qui profite aux Kiptchaks.
L'État d'Oghouze-Yabgou, est frappé au Xe siècle par l'aggravation des inégalités sociales et une forte pression fiscale, qui entraine de grandes révoltes instrumentalisées par les Seldjoukides, eux-mêmes issus des Oghouzes, qui sont repoussées dans un premier temps par les Oghouzes, peut-être à la suite d'une perte du soutien populaire dont ils bénéficiaient. Sous le règne de Shahmalik, l'État d'Oghouze-Yabgou se renforce et envahit même le Khwarezm en 1041. Cependant deux ans plus tard, Shahmalik est exécuté par les Seldjoukides.
Affaibli par des années de guerres, et par les déplacements de populations, l'état Oghouze ne résiste pas aux attaques des Kipchaks, qui établissent leur hégémonie de la Volga à l' Irtych. Un grand nombre de tribus Oghouzes, et notamment les Seldjoukides, partent vers l’Europe de l’Est, l’Asie Mineure, l’Asie centrale ou l’Iran,. Les Ohguzes restants se sont ensuite dissous parmi les tribus turcophones de Desht-i-Kypshak. Des années 1100 aux années 1220 les Coumans, appelés aussi "Kiptchaks", dominent l'ouest et le centre du Kazakhstan. Le grand désert central du Kazakhstan est encore appelé "Dasht-i Qipchaq" ou steppe des Kipchaks. La capitale Astana était habitée par de nombreux Huns et Sakas.
Au IXe siècle, les Karlouks fondent l'état Qarakhanide qui conquiert la Transoxiane, la zone au nord et à l'est de la rivière Oxus (l'actuelle Amou-Daria).
Dès le début du XIe siècle les Qarakhanides sont en guerre permanente entre eux et avec les Seldjoukides au sud.
Les Qarakhanides, convertis à l'islam sont conquis dans les années 1130 par les Kara-Khitans. Au milieu du XIIe siècle, un État indépendant de Khwarezm est fondé en bordure de la rivière Oxus se détachant du Kara-Khitan affaibli.

## Des invasions mongoles à la Horde d'or (1200/1210-1400/1450)

### Les invasions mongoles

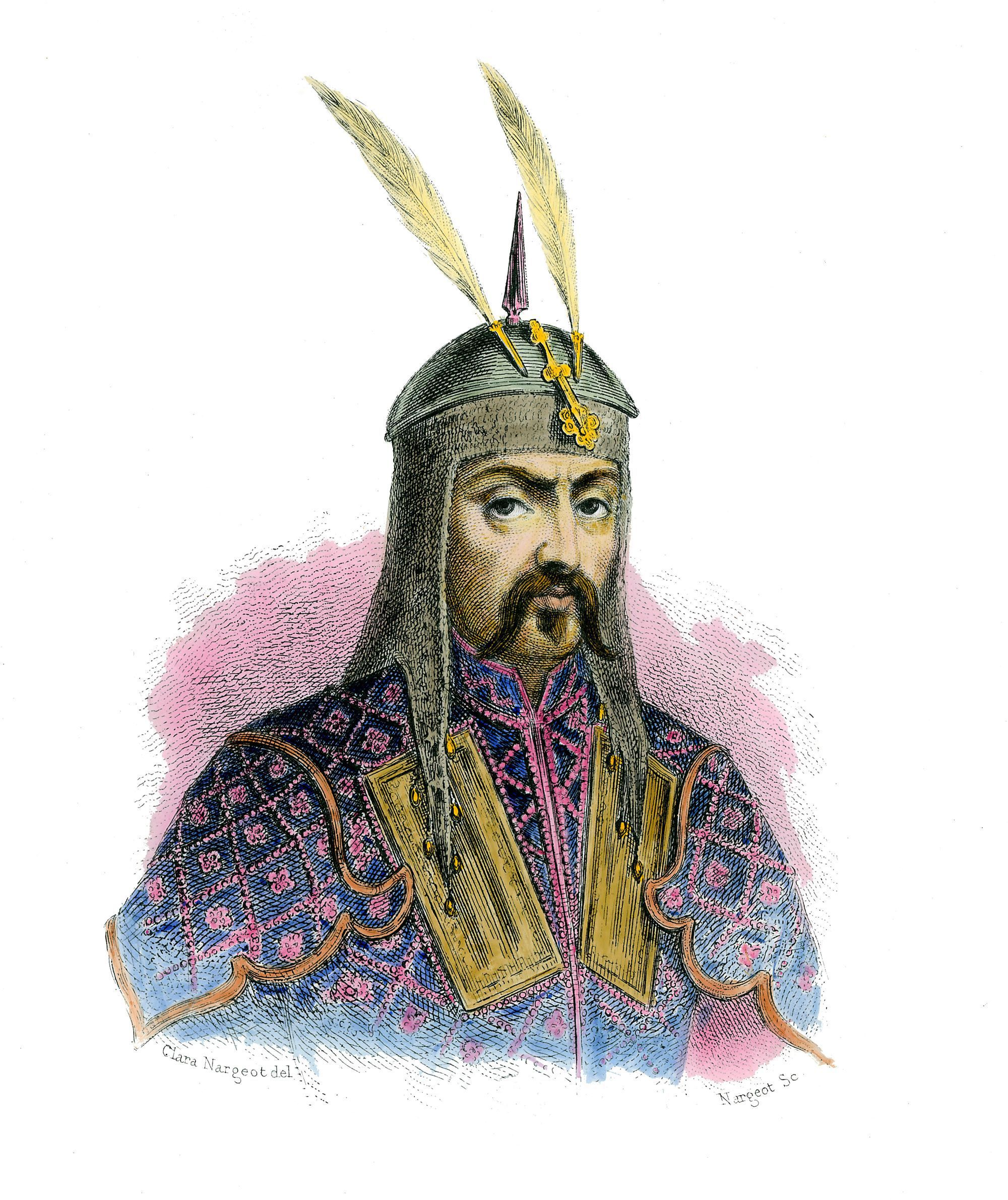
Représentation de Gengis Khan datant du XIXe siècle.

Chassés d'abord par les Mongols puis par les Ouïghours avec les Merkits (qui se réfugient au centre du Kazakhstan) en 1209, les Naïmans menées par Kütchlüg, s'installent en Jetyssou (Sémirétchie), territoire contrôlé par les Kara-Khitans. 
Durant la même période, les principautés de Sémirétchie et de l'est du Turkestan actuel cherchent à se détacher du pouvoir des Kara-Khitans. 
Le Gur khan Yelü Zhilugu (en) de la dynastie Liao, cherchant à utiliser les guerriers Naïmans pour mater les vassaux rebelles, se rapproche de Kütchlüg. 
Ayant gagné sa confiance, Kütchlüg s'empare en 1210 du Khara-Kitan, emprisonne Zhilugu, organise des raids contre les Karlouks et les Ouïghours, et ouvre ses portes aux ennemis de Gengis Khan.
Se trouvant dans une position délicate, le Khan Karlouk Arslan (en), le chef Ouïghour  Baurchuk Art Tekin (en) font appel aux Mongols. En 1216, Gengis Khan envoie son général Djebé, et s'empare rapidement du Kara Khitaï avec une armée de 20 000 hommes, Kütchlüg s'enfuit, puis est capturé et exécuté au Badakhchan. Les Karlouks et Ouïghours se déclarent comme vassaux des Mongols,.
Les sultans du Khwarezm, partageant désormais leurs frontières avec les Mongols, entretiennent pour un temps de bons rapports diplomatiques et des alliances commerciales. 
Cependant en 1218, des marchands mongols sont assassinés, et leurs biens sont confisqués par le gouverneur de la ville d'Otrar. 
Après l'avoir appris, Gengis Khan envoie une ambassade auprès de Muhammad Khorezm-shah lui demandant de punir son gouverneur et lui demandant des réparations, mais l'un des ambassadeurs aurait été exécuté, et les deux autres renvoyés après avoir eu la barbe coupée. 
Cet incident d'Otrar sert de casus belli pour l'invasion mongole de l'Asie centrale de 1219–1221. 
Les fils de Gengis Khan, Ögedeï et Djaghataï, sont chargés d'organiser le siège d'Otrar, qui tombe après plusieurs mois de siège. 
En 1220, les mongols contrôlent une grande partie de l'empire Kwarezmien, dont un grand nombre de villes sont dévastées, et la population, décimée,.
La chute de l'empire Kwarezmien pousse la plupart des peuples nomades de l'Asie centrale à se liguer contre les Mongols, mais ces derniers réussissent, via d'habiles manœuvres diplomatiques, à séparer et monter les différents peuples nomades les uns contre les autres (les Coumans contre les Alains notamment), et à continuer leur expansion au nord et à l'ouest. 
Les Coumans, liés par de nombreux mariages et accords diplomatiques à la noblesse Rus liguent leurs efforts contre les Mongols, mais les armées Coumanes et Rus sont vaincues en 1223 lors de la bataille de la Kalka. 
Les armées mongoles s'agrémentent au fur et à mesure des conquêtes de soldats appartenant aux divers peuples soumis. Progressivement, les mongols divisent les familles, brisent les systèmes claniques, et avec eux les différents jeux d'alliances et les rivalités claniques qui existaient auparavant, et qui empêchaient l'unité des territoires conquis. 
Une nouvelle élite se forme progressivement, accédant aux postes à responsabilité dans l'armée et l'administration non en fonction de leurs origines, mais en fonction de leurs compétences et de leur fidélité envers le nouveau régime.

### Formation de la Horde d'or
Djötchi, fils aîné de Gengis Khan, reçut les terres allant du lac Balkhach à la mer d'Aral et jusqu'à la Volga. Djötchi mourut en 1227, quelques mois avant son père, et l'est de ses terres allèrent à son fils Orda, et l'ouest de ses terres allèrent à un autre de ses fils, Batu. Orda reconnut néanmoins l'autorité de Batu sur tout l'ancien ulus (les terres) de Djötchi, qui fut également appelé Horde d'or ou Khanat Kiptchak.
Par la suite, les descendants de Djötchi convoitèrent les territoires du khanat de Djaghataï, invoquant leur légitimité à gouverner ces territoires, ce qui fera progressivement monter les tensions entre le khanat de Djaghataï et la future horde d'or, et contribuera à la division progressive de l'empire mongol.

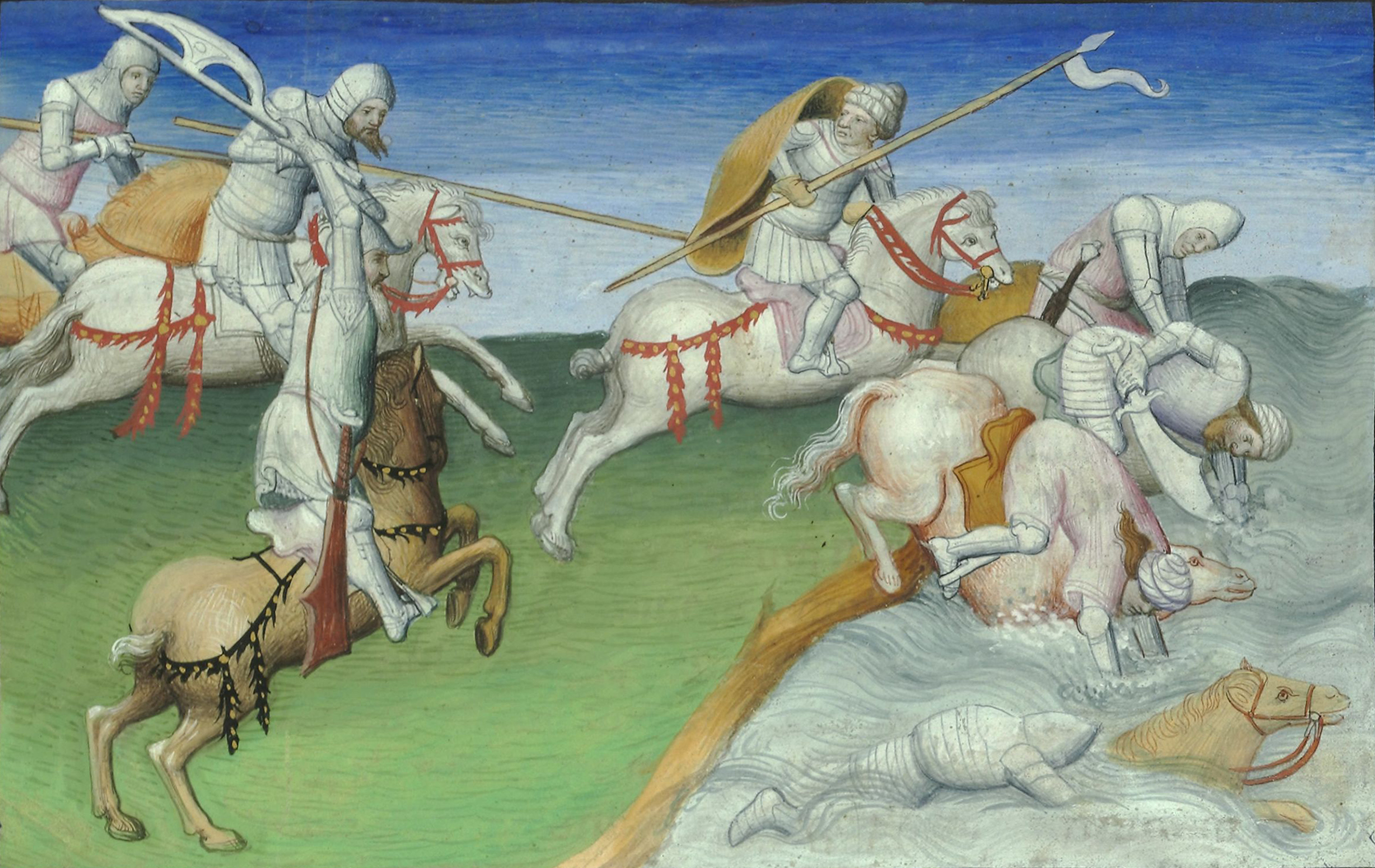
Représentation de 1410 ou 1412 de la Bataille du Terek de 1262, dans la Fleur des histoires d'Orient, d'Héthoum de Korikos.

Au milieu du XIIIe siècle, le Kazakhstan est sous la domination de chefs de la Horde d'or, la branche occidentale de l'Empire mongol. La horde, ou jüz, est le précurseur de la structure clanique actuelle. Les Mongols continuent leurs conquêtes vers l'ouest après la mort de Gengis Khan, et finissent par contrôler toute la steppe pontique, et par vassaliser les principautés Rus'. En 1257, le frère de Batu, Berké, devient khan de la horde. La mort de Mongke, Khagan de l'Empire mongol, suivie de la guerre civile toluid, permet a Berké de s'émanciper du pouvoir central et de régner en khan indépendant. Durant l'hiver 1261-1262, revendiquant le Caucase, Berké déclare la guerre à Houlagou, premier des Ilkhanides. Se trouvant dans une position délicate, Berké, premier khan musulman, s'allie avec Baybars, sultan mamelouk, pour contrer Houlagou, et intégrer la horde d'or dans le Dar al islam (Berké favorisa aussi le trafic d'esclaves, nécessaire pour alimenter les armées mameloukes). Les dirigeants mongols, peu nombreux, sont vite assimilés au sein des peuples turcs locaux.

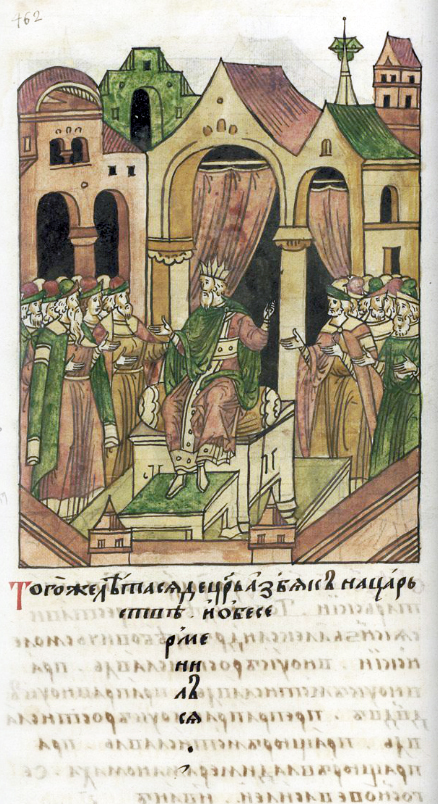
Enluminure russe du XVIe siècle représentant le khan Özbeg.

Par la suite, la Horde d'or bénéficie d'un grand essor économique : les territoires de la Horde étant sécurisés et ponctués de relais de postes, le commerce se développe, notamment avec les cités Rus', les Génois, les Vénitiens, les Byzantins et les Mamelouks. Un système de taxes permet de contrôler les populations, et les terres, dont la propriété devient progressivement héréditaire, sont réparties entre les élites locales. Le développement économique ne profite cependant pas à tous, et une grande partie de la population continue de vivre dans une grande pauvreté.
De 1270 à 1299, le véritable maître de la Horde fut l'émir Nogaï. Quatre Khans gouvernèrent durant cette période et tentèrent de s'opposer à son pouvoir. Le dernier, Toqtaï remporte une bataille décisive sur le Terek en 1299, au cours de laquelle Nogaï est tué. Sous le règne d'Özbeg (qui donnat son nom au peuple Ouzbek), successeur de Toqtaï, de 1312 à 1341, la Horde atteint son apogée territorial. L'Islam devient durant la même période la religion officielle de la Horde.

### Déclin progressif de la horde
La peste noire apparait en 1338-39 dans la région d'Issyk-Kul, dans l'actuel Kirghiztan, et se répand rapidement le long des routes commerciales. Plusieurs vagues se succèdent de 1346 à 1396 et frappent durement les milieux citadins et ruraux, emportant entre 20 et 45 % de la population totale, et notamment de nombreux cadres, intellectuels et nobles, entrainant un déséquilibre des structures étatiques, ainsi qu'une fragmentation et un déclin rapide de la Horde. De la fin années 1350 aux années 1370, la Horde d'or se morcèle et jusqu'à quatorze khans se disputent le pouvoir. Une nouvelle dynastie, les Tuquay-Timourides, issue de l'est de la Horde moins touchée par la peste, finit par prendre le pouvoir en la personne de Tokhtamych, avec le soutien politique et militaire de Tamerlan, qui lui donna au départ des terres sur le Syr-Daria. Tokhtamych réussit a chasser Ourous Khan, qui l'avait banni de ses terres, contrôlait l'est de la Horde, et avait tenté sans succès de s'emparer de tout l'ancien ulus de Djötchi. Rejoint par de nombreux guerriers de l'est, Tokhtamych se fait ensuite élire khan et finit par vaincre en 1380 l'émir Mamaï, qui s'était imposé à l'ouest de la Horde. Tokhtamych réunit toute la Horde d'or, et après avoir été défait dans un premier temps par Dimitri Ier Donskoï, il soumet les principautés Rus' qui se sont entre-temps émancipées de l'autorité de la Horde sous le règne de Mamaï.

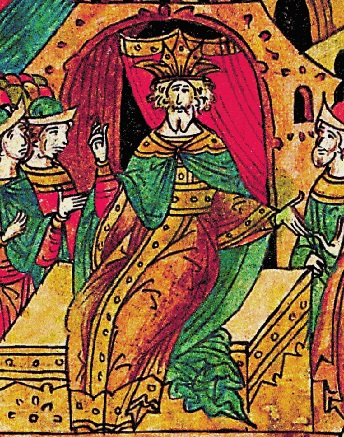
Détail de Tokhtamych, khan de la Horde d'Or, sur son trône, tiré de la Chronique Illustrée d'Ivan le Terrible (livre 11, page 132).

En 1387, une fois solidement établi à la tête de la horde, Tokhtamych se retourne contre Tamerlan, qu'il perçoit désormais comme une menace. En Juin 1391, après une série de guerres, et après que le Syr-Daria et la steppe de l'actuel Kazakhstan aient été franchis par l'armée de Tamerlan, Tokhtamych est défait, notamment parce que Timur-Qutlugh, l'émir Edigu (chef des Nogaïs) et d'autres dirigeants politiques et militaires de la horde se rangent dans le camp de Tamerlan. Tokhtamych tente par la suite de reprendre le pouvoir, mais est battu par Tamerlan, Timur-Qutlugh (nouveau khan de la horde) et Edigu, qui s'emparèrent des terres à l'ouest de l'Oural, sur lesquelles Tokhtamych réussit à garder durant quelques années une certaine autorité.
Par la suite, Edigu, commandant en chef des armées, s'impose comme l'homme fort de la horde, en partageant néanmoins le pouvoir avec le khan Timur-Qutlugh, dont la couronne revient après sa mort à ses frères Shadi-beg (1400-1407) puis Pulad (1407-1411). Edigu entre en conflit avec Qoyridjak, soutenu par Tamerlan, qui tente de contrebalancer l'influence des Nogaïs à l'est de la horde.
En 1411, Jalal ad-din, fils de Tokhtamych, réussit à chasser Edigu et à reprendre le pouvoir. S'ensuit une période de troubles, marqués par des conflits entre les descendants de Timur-Qutlugh et de Tokhtamych, des règnes courts empêchant toute réforme profonde, et la multiplication d'alliances entre prétendants aux trône et anciens vassaux de la horde, poussant leurs alliés à s'ancrer sur un territoire, ce qui acte le démembrement de la horde. Les élites se font également plus sédentaires durant cette période, perdant de fait le contrôle des guerriers nomades. Au début du XVe siècle, la structure de gouvernance a éclaté en plusieurs groupes nommés khanats, dont la Horde Nogaï et le Khanat de Boukhara.

## Le Khanat kazakh (1465–1847)
Le Khanat kazakh est fondé en 1465, par Janibek Khan et Kereï Khan, sur les rives de la Jetyssou dans le sud-ouest de l'actuel Kazakhstan. Il a d'abord été opposé aux Chaybanides puis s'est imposé face à ses nombreux voisins contre lesquels il a souvent été en guerre.

Localisation approximative des trois jüz kazakhes au début du XXe siècle. En vert, la petite jüz, en jaune, la jüz moyenne, et en rouge, la grande jüz.

Durant le règne de Kassym Khan (en) (1511–1523), le Khanat kazakh s'étend considérablement. En 1520, Kassym Khan institue le premier code de loi kazakh appelé « Qassym Khannyn Qasqa Joly » (soit « Route brillante de Kassym Khan »). À son apogée le Khanat règne sur une grande partie de l'Asie centrale et contrôle la Coumanie. Parmi les éminents khans Kazakh se trouvent Haknazar Khan, Iessim Khan, Tauke Khan et Ablaï Khan.
Le Khanat Kazakh est décrit dans des textes historiques comme le « Tarikh-i-Rashidi (1541–1545) » de Muhammad Haidar Dughlat et le « Zhamigi-at-Tavarikh (1598–1599) » de Kadyrgali Kosynuli Zhalayir.
C'est à la fin du XVIIe siècle qu’apparaît le Khanat dzoungar, le plus important rival du Khanat kazakh. Le Khanat dzoungar finit par affaiblir considérablement l'État kazakh qui se scinde en 1718 en trois jüz (le Grand juz, le Moyen Juz et le Petit juz),. Les Juz devaient choisir ensemble leur Khan commun.
En 1731, en l'absence d'autorité forte, les trois jüz sont incorporés l'un après l'autre à l'Empire russe et le Khanat Kazakh cesse d'exister.

## Le Kazakhstan au sein de l'Empire russe

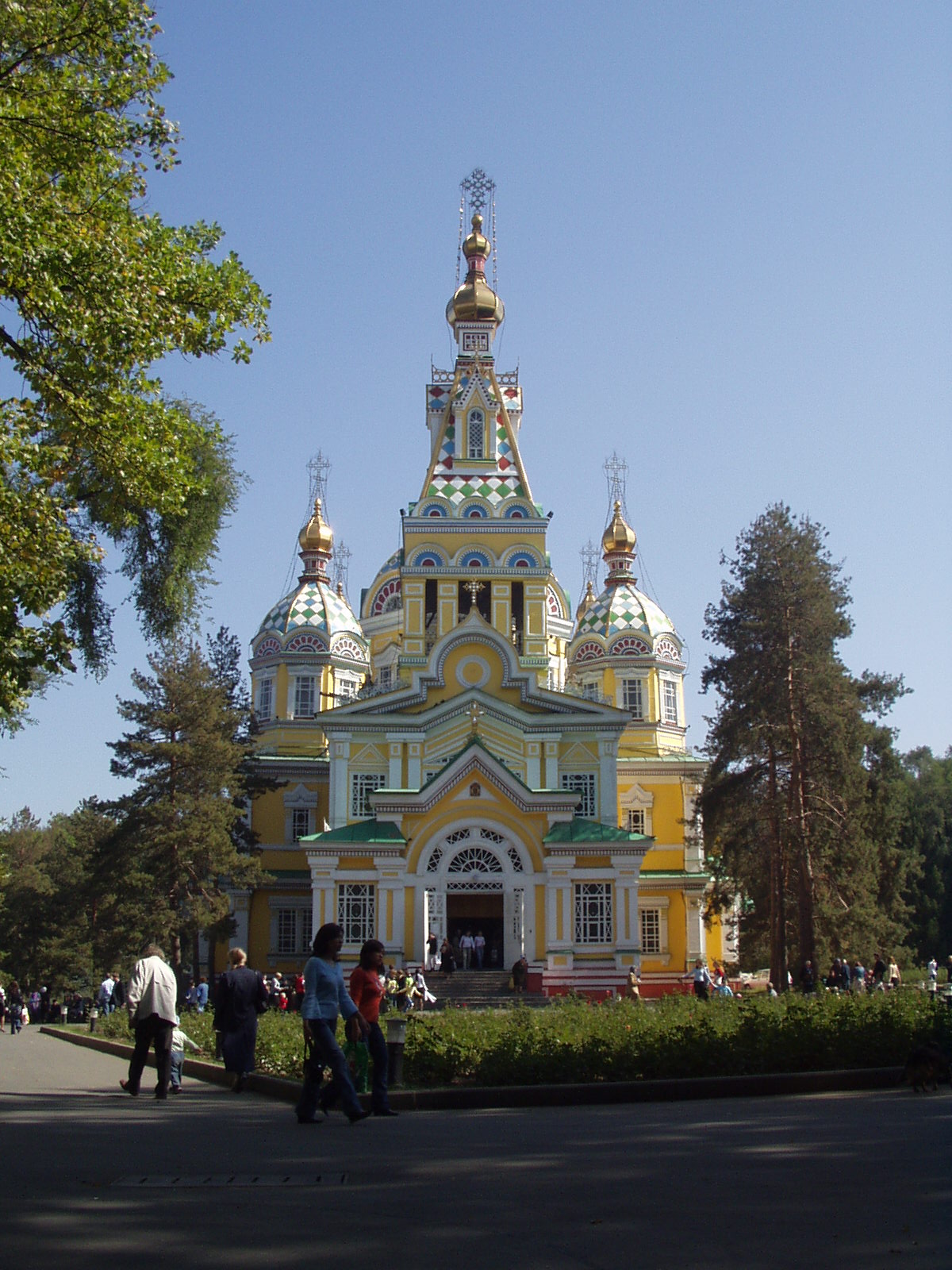
La cathédrale Zenkov dans le parc Panfilov à Almaty.

L'occupation puis la colonisation du Kazakhstan par la Russie tsariste s'inscrit dans le cadre plus large de la conquête de l'Asie centrale alors appelée Turkestan. Elle s'est effectuée très progressivement et ne s'est réellement achevée que par la création de la République socialiste soviétique kazakhe.

### Conquête russe du Kazakhstan
Elle débute par l'installation, dès le début du XVIIIe siècle de forteresses russes sur le territoire kazakh (fondation de Semipalatinsk, aujourd’hui Semeï) en 1718 et d'Oust-Kamenogorsk (aujourd’hui Öskemen) en 1720) dans le but de sécuriser la frontière méridionale de l'Empire russe. En 1731, Aboul Khaïr Khan, khan de la Horde moyenne, demande la protection de la Russie contre la menace que constitue pour son peuple les guerriers venus de Dzoungarie. Il se voit en échange contraint de faire allégeance à l'impératrice Anne de Russie. Les forteresses et postes militaires se multiplient au nord et à l'est du Kazakhstan.
En 1756, un décret impérial interdit aux Kazakhs (que les Russes de cette époque nomment « Kirghizes ») de franchir le fleuve Oural. En 1764, c'est le nord de l'Irtych qui se voit interdit d'accès aux Kazakhs. L'occupation militaire russe des territoires kazakhs se double donc d'une interdiction pour les Kazakhs de pénétrer en Russie et en Sibérie. L'occupation russe se déroule cependant sans trop de heurts tant que le pouvoir impérial s'abstient de s'immiscer dans les affaires intérieures kazakhes.

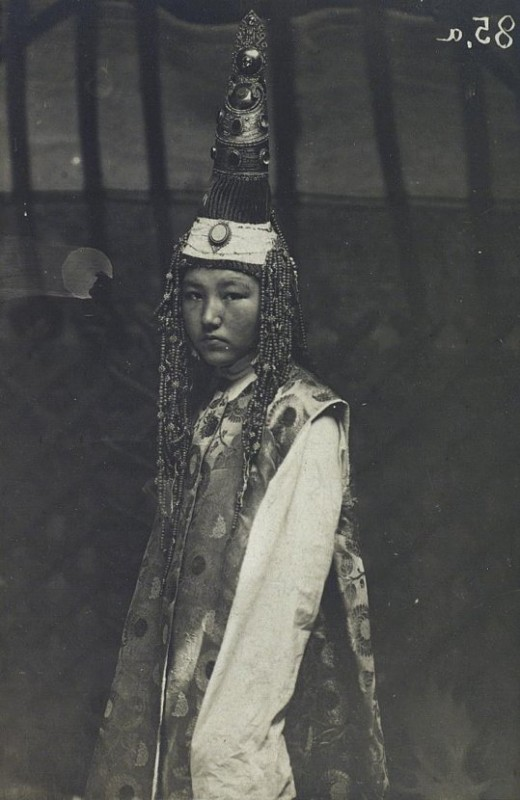
Jeune fille Kazakhe photographiée par I. Poliakov et S. Doudine en 1899.

Vers la fin du XVIIIe siècle, l'administration tsariste s'emploie d'une part à tenter de briser l'organisation hiérarchique de la petite et de la moyenne Horde et d'autre part commence à annexer certains territoires. En 1791, le Khanat de Boukey est soustrait à la petite Horde et mis sous tutelle russe. En 1822, est créée la province de Sibérie occidentale à laquelle est rattachée le territoire de la moyenne Horde. Le pouvoir des khans est liquidé et fait place à l'administration russe. De 1837 à 1847, les Kazakhs se soulèvent en nombre derrière Kenessary Kassymov, chef de la Horde moyenne, contre les Russes. D'autres révoltes plus ou moins importantes se produisent tout au long du XIXe siècle et au-delà.
Peu à peu les territoires de la grande Horde passent eux aussi sous domination impériale et, en 1891, la totalité du Kazakhstan est intégrée à la Russie. La colonisation russe cause de profonds bouleversements dans la société kazakhe : l'arrivée massive de colons slaves à partir de 1889 entraîne une réduction des terres de pâturage disponibles pour les nomades ; la levée d'impôts par les autorités russes impose l'usage de l'argent dans une économie jusqu'ici fondée sur le troc ; le pouvoir des khans est réduit à néant.
Grâce à l'ouverture d'écoles russes destinées aux « indigènes », la fin du XIXe siècle voit apparaître une élite kazakhe russifiée et ayant parfois étudié en Russie. Le grand poète national Abaï, par exemple, est passé par le lycée russe de Semipalatinsk et encourage ses compatriotes à apprendre la langue russe dans laquelle il voit un précieux moyen d'accéder à la culture occidentale. Un sentiment national Kazakh émerge progressivement au sein de cette nouvelle élite.

### Révolte de 1916

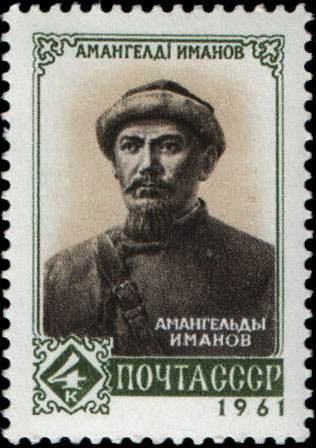
Timbre soviétique de 1961, à l'effigie d'Amankeldi Imanov (1873-1919).

Lors de la mobilisation générale de juillet-août 1914, contrairement à beaucoup de colons russes, les kazakhs ne sont pas soumis à la conscription militaire. De nombreuses réquisitions sont organisées pour les besoins de la guerre (matériel, bétail, chevaux). Cependant, le 25 juin 1916 (selon le calendrier julien en vigueur à l’époque), les autorités impériales proclament la mobilisation des peuples d'Asie centrale au sein de l'armée impériale. Les autorités espèrent alors la levée de 250 000 hommes âgés de 19 à 43 ans devant rejoindre des bataillons de travail, l'essentiel de l'armée russe étant déjà mobilisée sur le front de l'est. Le décret bien qu'ayant été prévu pour s'appliquer rapidement, est freiné par l'absence d'état-civil dans la région, l’administration militaire russe étant alors mal préparée et mal informée.
La nouvelle exacerbe les tensions, et entraîne une série de manifestations dans les grandes villes d'Asie centrale, dégénérant en émeutes puis en véritables insurrections, notamment dans la région du Jetyssou, ou les colons et les administrateurs russes et indigènes sont pris pour cibles par les insurgés. La révolte dans la région du Jetyssou est vaincue en Janvier 1917, après que de nombreuses exactions aient été commises par tous les belligérants, notamment contre les civils. La révolte entraîne une émigration massive des nomades vers la Chine, souvent dans des conditions difficiles et engendrant une forte mortalité.
Le bilan humain, difficilement évaluable, est aggravé par d'importantes destructions matérielles (pertes des biens des émigrés, disparition d'une partie du cheptel, des récoltes, destructions de postes, de stations de télégraphe, de chemins de fer...) engendrant une profonde désorganisation de l’économie et du travail. Une autre révolte, menée par Amankeldi Imanov  et Alibi Djangildine (De), éclate dans la région de Tourgaï (aujourd'hui les oblys de Kostanaï et Aktioubé), ou une armée insurgée comptant jusqu'à 50 000 hommes se forme. La ville de Tourgaï est assiégé par Imanov d'octobre à novembre 1916, puis en Janvier 1917. Les combats ne s'arrêtent qu'avec la nouvelle de la révolution de février.
Les futurs dirigeants de l'Autonomie du Turkestan (des Jadidis pour beaucoup), et de l'Autonomie d'alash, ne s'impliquent pas dans l'insurrection, qui contribue à creuser un fossé entre les citadins et les ruraux, centrés autour de leurs villages, ou de leurs tribus nomades.

## Le Kazakhstan soviétique

### Durant la révolution russe

#### De la révolution de Février à la révolution d'octobre
La première révolution russe, dite « de février », débute le 25 février 1917 à Pétrograd (aujourd'hui Saint-Pétersbourg). Le tsar Nicolas II renonce au trône le 2 mars (le 15 mars dans le calendrier grégorien). Le lendemain un Gouvernement provisoire est formé par Kerensky. La nouvelle arrive sur place par télégramme. Le 20 mars, l'égalité est proclamée entre tous les citoyens de Russie ce qui donne naissance à de grands espoirs au Kazakhstan et ailleurs. Un soviet est organisé dès le mois de mars à Tachkent (aujourd'hui en Ouzbékistan), ou réside Kouropatkine, le gouverneur du Turkestan, qui est brièvement arrêté avant d'être libéré. Dans toute l'Asie centrale, le soviet de Tachkent remplace les anciens fonctionnaires du tsar par des représentants du soviet de Tachkent, pour la plupart des Russes, ce qui contribue à maintenir un climat de tensions entre les différentes communautés.
La révolution de février permet à une nouvelle élite intellectuelle kazakhe (Akhmet Baïtoursinoff, Alikhan Boukeïkhanov, Mustafa Chokay Moukhamedjan Tynychpaïev), ou à des courants politico-religieux musulmans comme les Jadidis (réformistes) et les Kadimis (Ru) (conservateurs, en conflit avec les Jadidis), de s'exprimer. En juillet 1917, le Premier Congrès pan-kazakh a lieu à Orenbourg et revendique l'autonomie des régions kazakhes au sein d'une Russie démocratique. Le parti Alash Orda est fondé au cours de l'été et de l'automne 1917, notamment sous l'impulsion d'Alikhan Boukeïkhanov, et compte rapidement 5 000 membres. Le parti alash orda demande alors la restitutions aux Kazakhs des terres prises illégalement par les colons russes, la formation de tribunaux et d'unités militaires indigènes autonomes l'utilisation du kazakh dans les écoles et la fin des pratiques coloniales. Les Jadidis forment également l'organisation "Shura-i Islamiyya " ("conseil de l'Islam / des musulmans") ; les Kadimis forment l'organisation "Ulema Jamiyati" ("union du clergé") appelant à la formation d'une théocratie indépendante appliquant la charia. Les organisations kadimis sont majoritaires en Asie centrale en 1917, mais sont surtout présentes dans les villes, les territoires ruraux étant surtout contrôlés par des chefs tribaux.
Lors de la révolution d'Octobre, les Bolcheviks prennent le pouvoir à Pétrograd le 25 octobre 1917 (soit le 7 novembre dans le calendrier grégorien). Les villes du Kazakhstan sont immédiatement touchées par l'insurrection. Le pouvoir bolchévique est instauré à Tachkent dès novembre 1917.
Les Jadidis anti-bolcheviks menées notamment par Mustafa Chokay, organisent un congrès des musulmans à Kokand le 25 novembre, et proclament unilatéralement l'autonomie du Turkestan (ou de Kokand) le 27 novembre 1917, autonomie revendiquant Kokand, la vallée de Ferghana, la région du Syr-daria, les territoires de l'actuel Kirghizstan et la région du Jetyssou. Les Kadimis, rivaux des Jadidis tentent, en vain de se rapprocher du soviet de Tachkent. Le parti Alash orda se réunit en décembre à Orenbourg, contrôlé alors par l'ataman Doutov, au cours du second congrès Kazakh, avec comme question à l'ordre du jour, la reconnaissance ou non du pouvoir bolchévik. Le congrès finit par juger le coup d'état de Lénine illégal et proclame l'Autonomie d'Alash, le 13 décembre. Au mois de décembre, à Pétrograd, le bolchévik Alibi Djangildine (De) rencontre Lénine, Sverdlov et Staline, qui le nomment commissaire de la région de Tourgaï pour contrer l'influence de l'alash orda et instaurer le pouvoir soviétique au Kazakhstan. Une fois sur place, djangildine est rejoint par Amankeldi Imanov.

#### La guerre civile

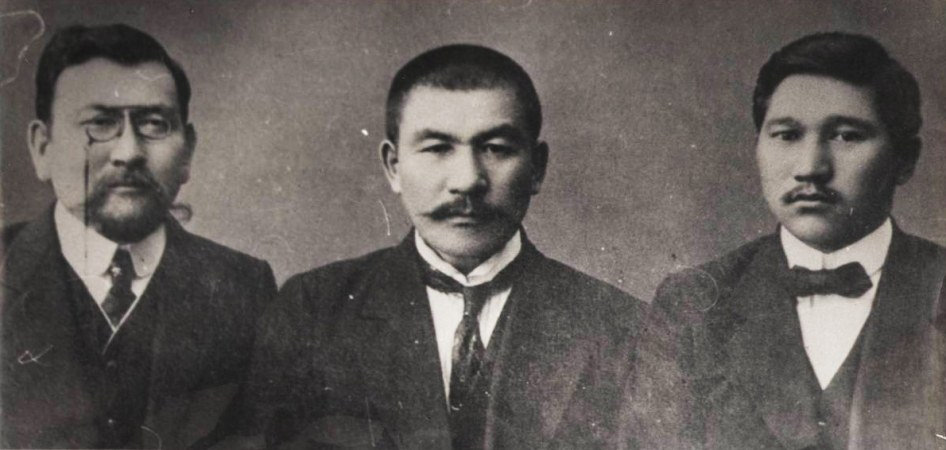
De droite à gauche : Akhmet Baïtoursinoff, Alikhan Boukeïkhanov et Mirjaqip Dulatuli.

Dans un premier temps, les combats se déroulent surtout le long des chemins de fer, et tous les belligérants n'ont encore que des groupes armés peu nombreux et souvent peu organisés. L'Autonomie d'Alash et son premier ministre, Alikhan Boukeïkhanov, réussit dans un premier temps à contrôler brièvement l'administration des régions d'Astrakhan et d'Orenbourg (carrefour stratégique vers une voie ferrée menant jusqu'à Tachkent) et divise leurs territoires en deux entités, à l'est et à l'ouest, correspondant à la petite jüz et à la moyenne jüz (avec les villes d'Ouralsk, Semipalatinsk, Akmolinsk et Zyrian). L'Autonomie revendique également le Jetyssou, la région du Syr-Daria et la région de la ville de Turkestan, mais éprouve des difficultés pour diriger les régions qu'elle revendique, notamment parce qu'elle manque de cadres compétents, en particulier pour les domaines administratifs et militaires. Des négociations sont organisées avec les bolchéviks, mais échouent. Le 24 juin 1918, l'Autonomie d'Alash officialise la nullité de tous les décrets bolchévik.
Dès novembre 1917, Alexandre Doutov, ataman des cosaques d'Orenbourg, tente de lever des hommes pour combattre les bolchéviks, mais ne réussissant pas à mobiliser les populations locales, il ne peut empêcher la prise d'Orenbourg le 31 janvier 1918. Aktioubé est prise par les bolchéviks, le 21 janvier 1918, suivie de Semipalatinsk, et de la rive gauche de l'Oural. Manquant d'hommes, de fonds et mal et insuffisamment armé, Doutov et ses partisans se retirent en avril 1918 dans la steppe de la région de Tourgaï. Irguiz et Chelkar sont également prises par les communistes.
En février 1918, le soviet de Tachkent organise une expédition militaire et démantèle brutalement l'autonomie du Turkestan. L'opération fait 25 000 morts. Le soviet de Tachkent envoie des commissaires pour organiser des réquisitions de nourriture auprès des paysans et des nomades d'Asie centrale, ce qui entraine des révoltes et fait progressivement tomber une partie des territoires de l'Asie centrale dans l'anarchie. Le Soviet de Tachkent doit également combattre les cosaques de Sémiretchie. Le 30 avril 1918, le soviet de Tachkent proclame la République Socialiste Soviétique Autonome du Turkestan, puis crée le Parti Communiste du Turkestan (En), rejoint par un grand nombre de Jadidis.
De mai à juin 1918, la révolte de la légion tchécoslovaque prenant le contrôle du transsibérien, l'organisation du Komoutch et des armées blanches en Sibérie (avec l'amiral Koltchak notamment), et l'hostilité croissante de la population de la région d'Orenbourg envers les bolchéviks, en raison de leur politique de terreur rouge, font basculer l'équilibre des forces. Le 7 Juillet 1918, Doutov, reprend Orenbourg. Irguiz, Chelkar, Akmolinsk, Semipalatinsk, Petropavlovsk, Kostanaï, Atbassar, Verny (Almaty)et le nord de la région de Tourgaï  sont prises par les Russes blancs.
La RSFR, les poches bolchéviques au Kazakhstan et les territoires dirigés par le soviet de Tachkent (le Syr-Daria et une partie du Jetyssou) sont coupées les uns des autres. Les bolchéviks se replient à Aktioubinsk et dans le sud de la région de Tourgaï. Les dirigeants de l'Autonomie d'Alash s'installent alors à Semipalatinsk, et se rapprochent du Komoutch et des Russes blancs.
Le gouvernement de l'amiral Koltchak reconnaît l'Autonomie d'Alash, le 10 juillet 1918. L'Autonomie d'Alash commence à former des régiments armés avec l'aide du gouvernement de Koltchak, mais leurs relations se dégradent vite, et Koltchak (devenu " Gouverneur suprême de la Russie ") de plus en plus autoritaire (il élimine la plupart des Russes anti bolcheviks non tsaristes), abolit les organes gouvernementaux de l'Autonomie d'alash le 21 novembre 1918 (les Russes blancs s'opposent à l'Autonomie, même limitée, du Kazakhstan, et craignent qu'elle n'entraîne une perte d'influence russe dans la région),. Se trouvant dans une impasse politique, certains dirigeants de l'Autonomie d'alash commencent à se rapprocher des bolchéviks.

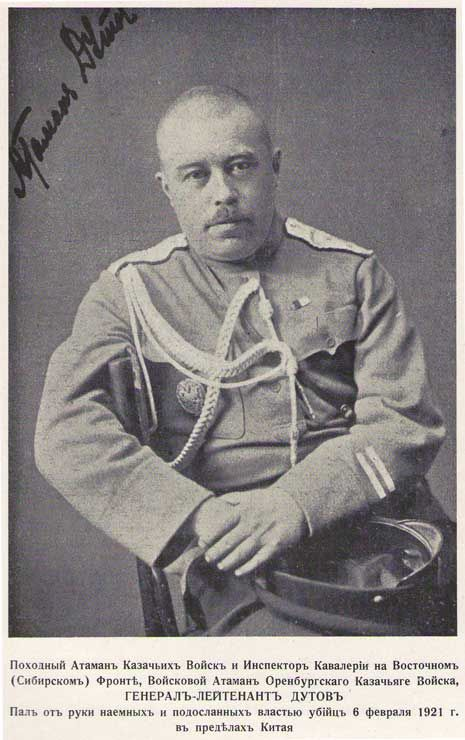
L'ataman Alexandre Doutov (1879 - 1921).

En novembre 1918, les bolchéviks s'emparent de Tourgaï, puis en janvier 1919, ils reprennent Orenbourg et Ouralsk. Communistes et Tsaristes doivent faire face à plusieurs insurrections spontanées (notamment à cause de la conscription qu'ils tentent d'imposer), ainsi qu'à des désertions, des actes d'insubordination, des épidémies et des famines.
En 1919, Koltchak lance une grande offensive et prend Aktioubé, mais son pouvoir est déstabilisé face à de nombreuses révoltes (dans les régions de Pétropavlovsk, Qostanai, Kokchetau (Kökşetaw) et Öskemen (Oust-Kamenogorsk) notamment), nées de sa politique répressive. Une insurrection antibolchévique, dirigée par les partisans de l'Autonomie d'Alash éclate à Tourgaï en avril 1919, et Amankeldi Imanov est arrêté puis exécuté.
L'armée rouge (commandée notamment par Mikhaïl Frounzé) organise une contre-offensive et prend vite l'avantage, les armées blanches à l'est doivent battre en retraite, puis se désintègrent tout au long de l'année 1919 (Koltchak sera lui-même fait prisonnier puis fusillé le 7 février 1920). Une fois sur place, les bolchéviks organisent leur politique de communisme de guerre, qui entraine la mobilisation totale de l'économie au service de l'armée rouge, ce qui aboutit à l'effondrement de l'économie et à une aggravation de la famine.
Le 8 mars 1919, au 8ème congrès du parti communiste, les bolchéviks reconnaissent le gouvernement kazakh, espérant ainsi s'allier avec les populations locales et mettre fin à la guerre. Les dirigeants de l'Autonomie d'alash se rapprochent des bolchéviks, en échange de leur amnistie. Le 10 juillet 1919, Lénine signe un décret organisant un comité révolutionnaire pour le Kraï Kirghize (Kazakhs et Kirghizes étaient confondus à l'époque), avec Akhmet Baïtoursinoff comme vice-président, et autant de membres du parti communiste et du parti Alash orda. En janvier 1920, tous les dirigeants du parti Alash Orda, pragmatiques, pour la plupart nationalistes, ont rejoint le camp communiste, espérant ainsi pouvoir gouverner le Kazakhstan dans leurs intérêts.
Après de violents combats, Orenbourg, Ouralsk et Qostanai sont reprises en août, Aktioubé en septembre, Petropavlovsk en octobre, Kokchetaou, Atbassar et Akmolinsk en novembre. Doutov et ses soldats se retirent de l'ouest vers l'est, en automne 1919, tout en étant poursuivis par les soviétiques, et en souffrant de la faim, du froid et du typhus, qui emporte la moitié de ses hommes. Seuls 10 000 hommes, presque tous malades du typhus, arrivent au Jetyssou, ou est déjà présent l'ataman Boris Annenkov. Les Russes blancs de l'Oural et de nombreux réfugiés se replient vers Atyraou (Gouriev), qui est attaqué par l'armée rouge en janvier 1920, puis battent en retraite le long de la mer Caspienne durant l'hiver. Seules 214 personnes réussissent à partir pour l'Iran. Annenkov et Doutov, partent vers la Chine en mars 1920, où ils ne sont pas à l'abri de la Guépéou, ce qui marque la fin de la guerre civile au Kazakhstan. 
Le 26 août 1920, l'Autonomie d'Alash est remplacée par la République soviétique socialiste autonome kirghize qui est marqué durant les années qui suivent par un effondrement de l'économie, d'importantes révoltes paysannes et une grande famine, qui fait 400 000 victimes, soit 18,5% de la population.

### Le Kazakhstan soviétique (1917-1991)

#### NEP, collectivisation et famine
Pour faire face à la crise économique et aux multiples famines, Lénine instaure en 1921, la NEP (nouvelle politique économique), autorisant les paysans à vendre librement leurs récoltes, ce qui met progressivement fin aux famines, mais rend difficile le ravitaillement des villes. En effet, les paysans, hostiles aux bolchéviks et plus généralement aux " gens des villes ", referment leurs communautés sur elles-mêmes. Dans le même temps, les anciens dirigeants de l'Autonomie d'Alash, qui ne sont plus utiles aux bolchéviks désormais solidement installés en Asie centrale, sont rapidement écartés de tout poste à responsabilité, et à la fin des années 1920, ils sont jugés aux cour de différents procès, et envoyé en prison ou au Goulag.
Après la mort de Lénine en 1924, le Géorgien Joseph Staline, réussit par une série d'habilles alliances et intrigues politiques à s'imposer comme l'homme fort du parti-état. Dans toute l'union soviétique, Staline et ses partisans procèdent à de nombreuses nominations pour s'assurer du contrôle des postes-clés : Ainsi Filippe Goloshchiokine (en), est chargé en 1925 de reprendre en main le parti au Kazakhstan, jugé insuffisamment soviétisé. La même année, la République Socialiste Soviétique Autonome Kirghize devient la République soviétique socialiste autonome kazakhe.
La collectivisation, menée à partir de 1929, déstructure profondément la société Kazakhe : les autorités soviétiques cherchent à sédentariser la population nomade (représentant 70% des Kazakhs), et à l'installer dans des fermes collectives contrôlées par l'état, les kolkhozes et les sovkhozes devant mettre en œuvre une économie de type agropastorale, combinant élevage et cultures. 
En parallèle, des opérations de répressions sont organisées contre les bays et les koulaks (propriétaires de bétail et de terres, figures charismatiques de la société rurale), puis contre tous les opposants à la collectivisation, suivies de réquisitions de blé et de bétail pour ravitailler les villes. 
Ces réquisitions entrainent de nombreuses révoltes, voire d'éphémères guérillas, qui s'éteignent peu à peu du fait de la répression et de la famine,.

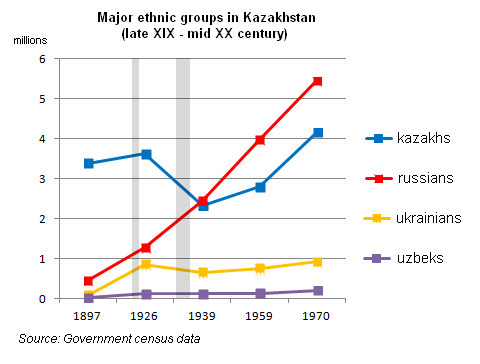
Les principaux groupes ethniques au Kazakhstan de 1897 à 1970. Le nombre de Kazakhs et d'Ukrainiens a diminué à cause de la famine de 1932-1933.

Le cheptel s'effondre passant de 40 millions de tête de bétail à seulement 8 millions, et de nombreux éleveurs et paysans préfèrent abattre leurs bêtes ou bruler leurs récoltes plutôt que de les livrer aux envoyés du gouvernement,. 
Bientôt privés de leurs moyens de subsistance, plus d'un million et demi de nomades quittent leurs régions d'origines et 600 000  d'entre eux fuient vers la Russie, la Sibérie et les autres républiques soviétiques d'Asie centrale, voire (et parfois définitivement) vers la Chine, la Mongolie, l’Afghanistan et l’Iran, souvent dans des conditions difficiles occasionnant une forte mortalité, et favorisant la diffusion d'épidémies comme le typhus ou la tuberculose, aggravant encore plus le bilan humain.
En 1933 près d'un million et demi de personnes sont mortes, dont plus d'un million de Kazakhs, soit plus du tiers de leur population. Les autres peuples, comme les russes ou les ukrainiens sont également durement touchés.
La famine de 1932-1933 au Kazakhstan reste dans l'histoire locale sous le nom de « génocide de Goloshchiokine. » 
La qualification de génocide reste sujet à de nombreuses controverses. 
Si le dirigeant du Kazakhstan soviétique a effectivement joué un grand rôle en ne prenant aucune mesure pour contrer la famine, et si le gouvernement soviétique souhaitait effectivement la disparition d'une société nomade jugée « arriérée », il n'existe aucune preuve d'une intention de la part du gouvernement soviétique de détruire le peuple kazakh en tant que tel. 
Les Kazakhs deviennent sédentaires (et progressivement minoritaires au sein de leur pays), beaucoup quittent les campagnes et gagnent les villes qui s'industrialisent rapidement, les structures claniques disparaissent en partie, et un grand nombre de traditions sont abandonnés.
Le 5 décembre 1936, à l'occasion de l'adoption de la nouvelle constitution de l'URSS, la RSSA kazakhe devient la République socialiste soviétique kazakhe, ce qui signifie qu'elle n'est plus incluse dans la République socialiste fédérative soviétique de Russie et dispose donc, au sein de l'URSS, de son parlement et de son propre conseil des ministres.

#### La «Grande guerre patriotique»
Le 22 juin 1941, l'Allemagne nazie pénètre sur le territoire de l'URSS qui entre ainsi dans la Seconde Guerre mondiale. Plus d'un million d'habitants du Kazakhstan (sur une population de 6 250 000 habitants, au début de la guerre) rejoindront l'Armée rouge au cours du conflit[réf. nécessaire]. En raison de la distance qui sépare la république du front allemand, celle-ci accueille de nombreuses entreprises évacuées des régions occidentales de l'Union soviétique. Les studios de cinéma moscovites Mosfilm sont également transférés à Alma-ata (aujourd'hui Almaty) – Sergueï Eisenstein y tourne Ivan le Terrible). Ces déplacements s'accompagnent de l'arrivée de plus de 400 000 personnes, d'origine européenne pour la plupart. Cependant, les usines et les exploitations agricoles du Kazakhstan tournent à fond pour soutenir l'effort de guerre avec le concours indispensable des femmes, un grand nombre d'hommes ayant été envoyé au front.
Parallèlement, un grand nombre de populations soupçonnées ou accusées de sympathie pour l'envahisseur allemand sont déportées au Kazakhstan (et dans une moindre mesure en Ouzbékistan) afin d'être éloignées des lignes ennemies.
De 1941 à 1943, les Allemands de Russie, les Tchétchènes, les Ingouches, les Kalmouks et Tatars de Crimée sont déportés en Asie centrale et au Kazakhstan. Les déportations de populations entières se poursuivront même après la guerre. Après la mort de Joseph Staline, la plupart des peuples sont réhabilités et retournent dans leur pays d'origine (la plupart des Tchétchènes, par exemple) mais certains restent au Kazakhstan (Allemands, tatars de Crimée). Ces déplacements massifs de populations expliquent en partie la grande variété ethnique du Kazakhstan.

#### Grands projets menés au Kazakhstan soviétique
Au lendemain de la guerre, la RSS Kazakhe est choisie par les autorités soviétiques comme lieu d'expérimentation nucléaire. Le polygone nucléaire de Semipalatinsk, vaste site consacré à la recherche et aux essais nucléaires est créé en 1948 dans l'est de la république. 
Plusieurs centaines d'essais nucléaires y ont lieu en pleine atmosphère jusqu'en 1964, puis sous terre jusqu'en 1989. 
Le site de Semipalatinsk est à l'origine de la plus grande catastrophe sanitaire et écologique du pays. 
Les essais ont été d'autant plus néfastes pour la santé des populations voisines que celles-ci n'ont été nullement informées des risques qu'elles encouraient.
En 1954, Nikita Khrouchtchev, qui succède à Staline à la tête du PCUS, lance la campagne des terres vierges, un vaste programme visant à améliorer la production agricole soviétique par le défrichement et la mise en culture des terres non exploitées. 
La campagne est lancée en Sibérie, dans l'Altaï, dans l'Oural et dans le nord du Kazakhstan. 
Environ deux millions de volontaires, la plupart d'origine russe, viennent s'établir dans cette dernière région pour prendre part au défrichement. 
Au début des années 1960, à la suite des différentes vagues d'immigration, les Kazakhs ne représentent même plus un tiers de la population du Kazakhstan. 
La campagne des terres vierges, si elle permet d'augmenter de façon non négligeable la production agricole, aura toutefois des conséquences néfastes sur les sols de la steppe kazakhe qui, trop fragiles, s'épuiseront et se dégraderont assez rapidement.
Enfin, c'est aussi au Kazakhstan qu'est inauguré le 2 février 1955 le cosmodrome de Baïkonour. 
Conçu au départ comme une simple base de tests pour missiles balistiques, il devient ensuite mondialement connu comme la piste de lancement de la fusée Vostok dans laquelle Youri Gagarine accomplit le premier vol d'un homme dans l'espace le 12 avril 1961. 
Le cosmodrome de Baïkonour, bien que situé au Kazakhstan, est depuis l'éclatement de l'URSS administré par la Russie.

#### La Perestroïka au Kazakhstan
Le 11 mars 1985, Mikhaïl Gorbatchev devient secrétaire général du PCUS ouvrant la période dite de la « Perestroïka ». Il s'attaque rapidement à la corruption et à l'immobilisme des dirigeants du Kazakhstan (et d'ailleurs). Un grand nombre de dignitaires de la RSS Kazakhe sont démis de leurs fonctions. Le 16 décembre 1986, Dinmoukhammed Kounaïev (Din-Muhammed Kunaev, 1912-1993), le secrétaire général du parti communiste du Kazakhstan, en poste depuis vingt-deux ans, est remplacé par Guennadi Kolbine (en) (1927-1998). Cette décision est perçue par de nombreux Kazakhs comme une ingérence du pouvoir central et comme un affront car Kunaev, d'origine kazakhe, était populaire dans la république. Son remplacement par Kolbin, un Russe n'ayant aucun lien avec le Kazakhstan, déclenche dès le lendemain des manifestations à Alma-Ata, puis dans d'autres villes, manifestations qui deviennent bientôt des émeutes et sont sévèrement réprimées. Après l'indépendance, ces événements, dits de Jeltoqsan (« décembre » en kazakh), deviennent le symbole de la renaissance nationale kazakhe. Le pays signe le TESS, traité économique spatial soviétique en 1983 ainsi que le TECI, traité économique de coopération internationale en 1991.

## Le Kazakhstan indépendant (1991)

Drapeau du Kazakhstan.

À la suite de l'entente des dirigeants des trois républiques slaves pour dissoudre l'Union soviétique, le Kazakhstan est la dernière des quinze républiques soviétiques à déclarer son indépendance le 16 décembre 1991. 
Les années 1990 voient l'effondrement de l'économie du fait de la brusque transition de l'économie planifiée à une économie capitaliste. De nombreuses entreprises sont privatisées ou fermées, la plupart des services publics sont démantelés, laissant des centaines de milliers de personnes sans emploi. La pauvreté touche une grande part de la population, entrainant une flambée de l'alcoolisme et de la criminalité, menant à une baisse générale de l'espérance de vie et à une très forte mortalité.  Les années 1990 voient également une émigration importante (par exemple via le programme de rapatriement des oralmans), notamment de nombreux citoyens kazakhstanais qui, n'appartenant pas à l'ethnie kazakhe (russes, ukrainiens, allemands), se sentent écartés des situations à responsabilités. Noursoultan Nazarbaïev, déjà chef du gouvernement de la RSS kazakhe puis secrétaire général du parti communiste kazakh durant la période soviétique, instaure un régime autoritaire et est systématiquement réélu président du pays à cinq reprises (1999, 2006, 2011, 2015).
En 1997, la capitale du Kazakhstan est déplacée d'Almaty (ancienne Alma-Ata) au sud-est du pays, à Akmola (Akmolinsk, Tselinograd), rebaptisée Astana (« capitale » en kazakh) à cette occasion, une ville se situant dans les steppes du nord du pays (plus près de son centre géographique), développée comme centre urbain principal pour la campagne des terres vierges.
La situation économique se stabilise puis s'améliore au cours des années 2000 et 2010, avec une croissance sensible, un solde migratoire tendant à redevenir positif, et une importante croissance démographique. Le pays se lance dans un très important développement économique basé sur l'exploitation des importantes réserves d'hydrocarbures et de minerais.
Le 21 mars 2009, le traité de Semipalatinsk entre en vigueur.
Le 20 mars 2019, la capitale, Astana, est Noursoultan, en hommage à l'ancien président Nazarbaïev, resté trente ans au pouvoir du pays.
Kassym-Jomart Tokaïev (1953-) devient le nouveau président du Kazakhstan par intérim le 20 mars 2019, avant d'être élu président de la république.

### Révolte de 2022
Une révolte éclate après une hausse soudaine du prix du carburant le 2 janvier 2022. Les manifestations ont commencé dans la ville pétrolière de Janaozen mais se sont vite étendues à d'autres villes,. Ces dernières tournent à l'émeute pendant la nuit du 4 au 5 janvier, conduisant le président kazakh a déclarer l'état d'urgence, dans un premier temps à Almaty et dans le district de Manguistaou, puis sur l'intégralité du territoire. Parallèlement, le gouvernement présente sa démission et le chef de l'État prend la tête du Conseil de sécurité nationale. Cela signifie la mise à l'écart de l'ancien président Noursoultan Nazarbaïev qui conservait jusque-là la direction du Conseil de sécurité nationale.
Face à une révolte dont le gouvernement perd rapidement le contrôle, le président annonce ensuite demander l'aide de l'OTSC, qui annonce quelques heures plus tard la décision d'envoyer des forces de maintien de la paix.
En septembre 2022, la capitale Noursoultan est de nouveau renommée et reprend son nom d'Astana.
Une élection présidentielle anticipée est convoquée pour le 20 novembre 2022 dans le cadre des révisions constitutionnelles engagées par la présidence Tokaïev. Parmi ces révisions, le mandat présidentiel devient un septennat non renouvelable.

### Galerie de responsables politiques
Liste des présidents du Kazakhstan

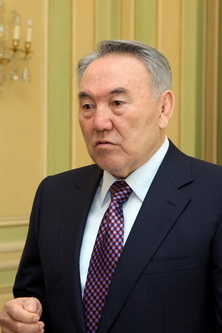
Noursoultan Nazarbaïev 1990-2019
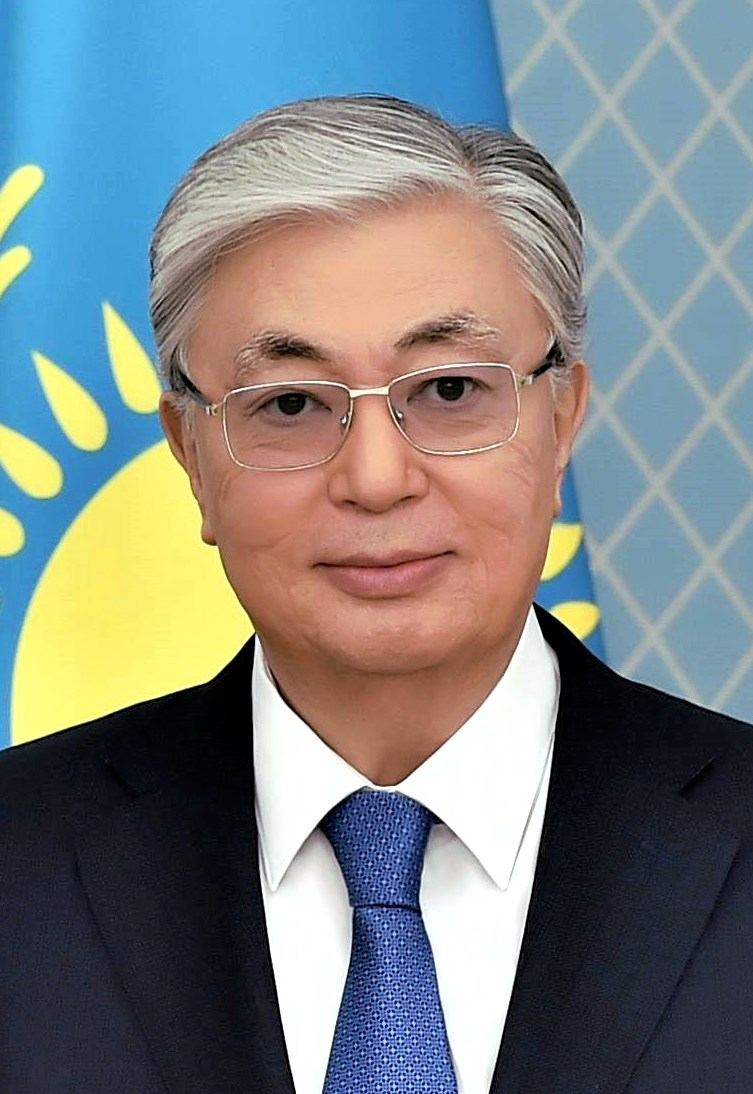
Kassym-Jomart Tokaïev 2019-présent

Liste des Premiers ministres du Kazakhstan

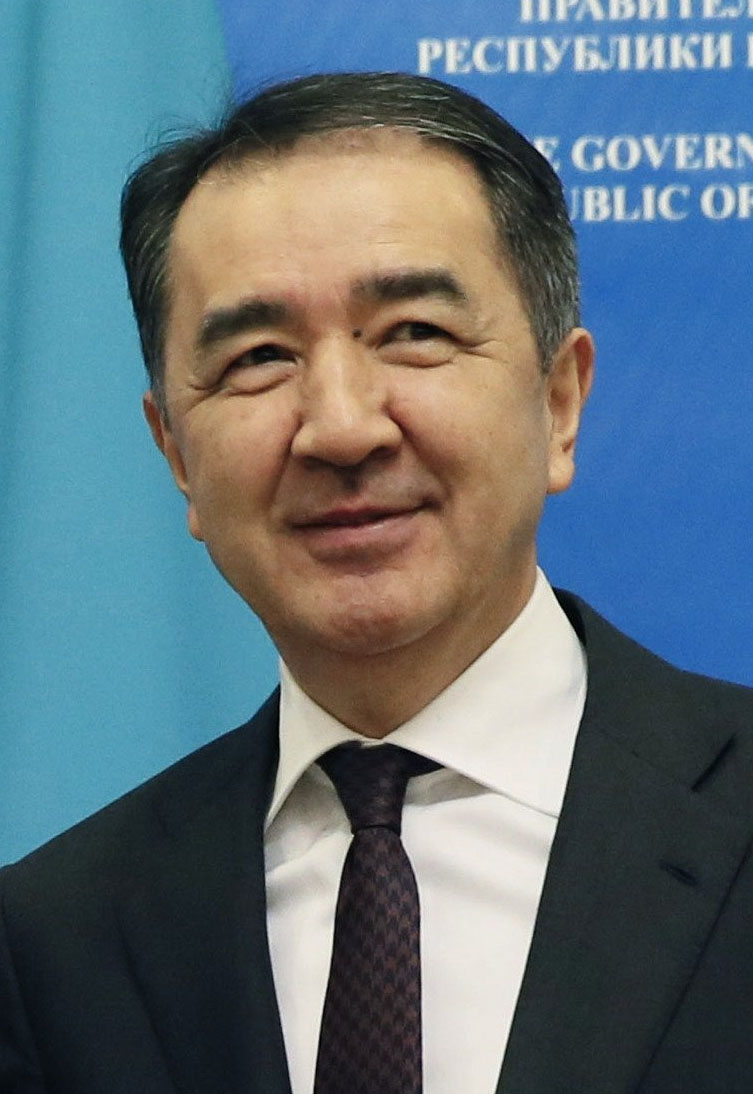
Bakytjan Saguintaïev 2016-2019
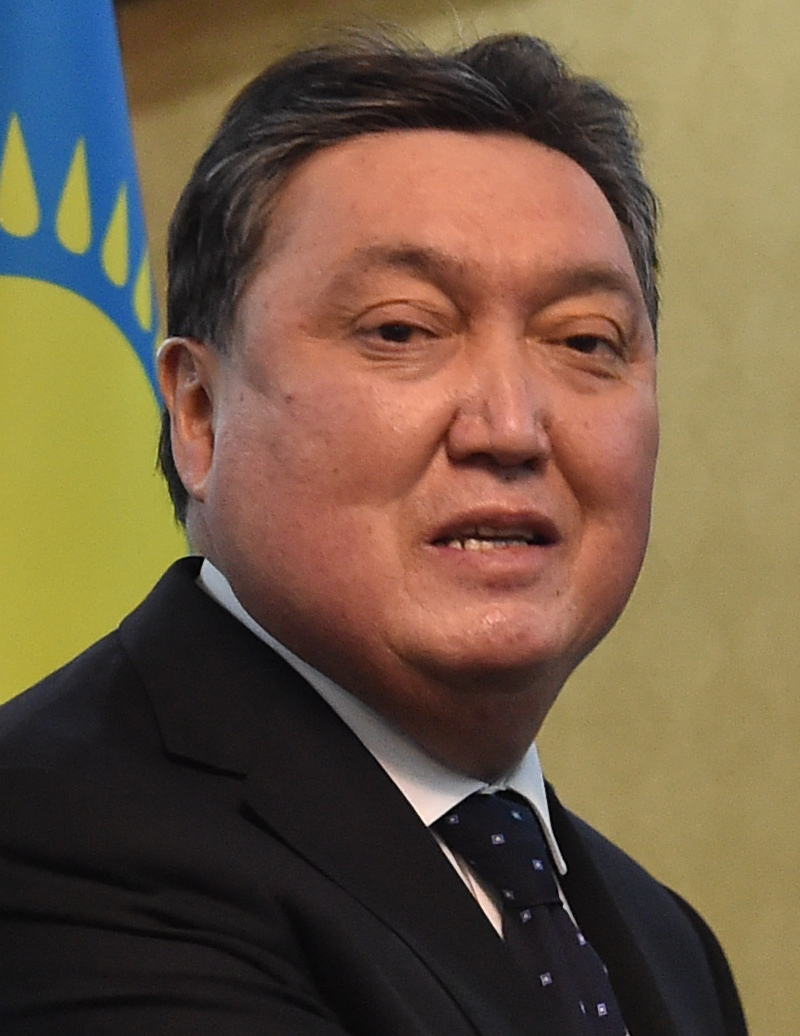
Askar Mamine 2019-2022
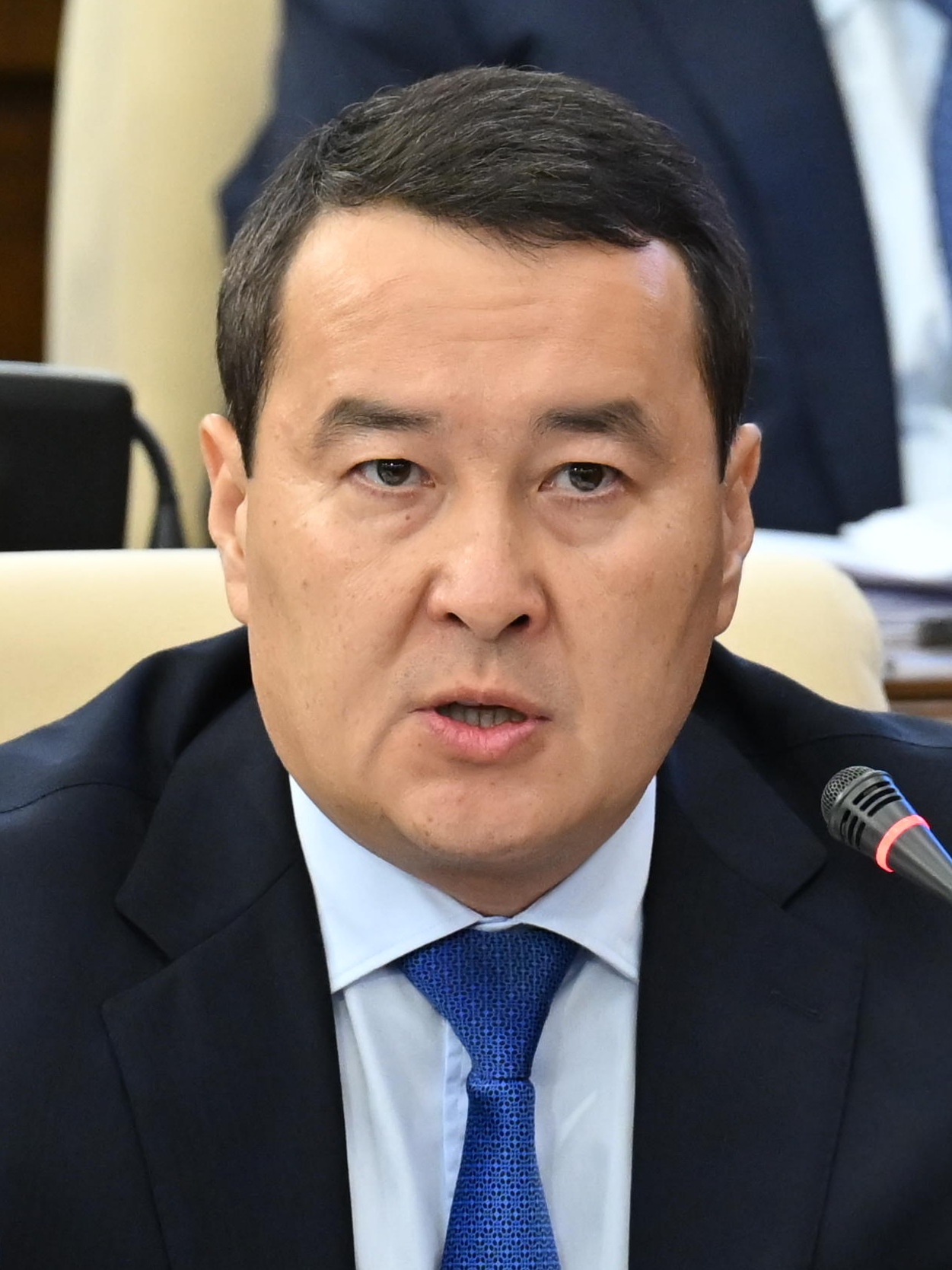
Alikhan Smaïlov 2022-2024
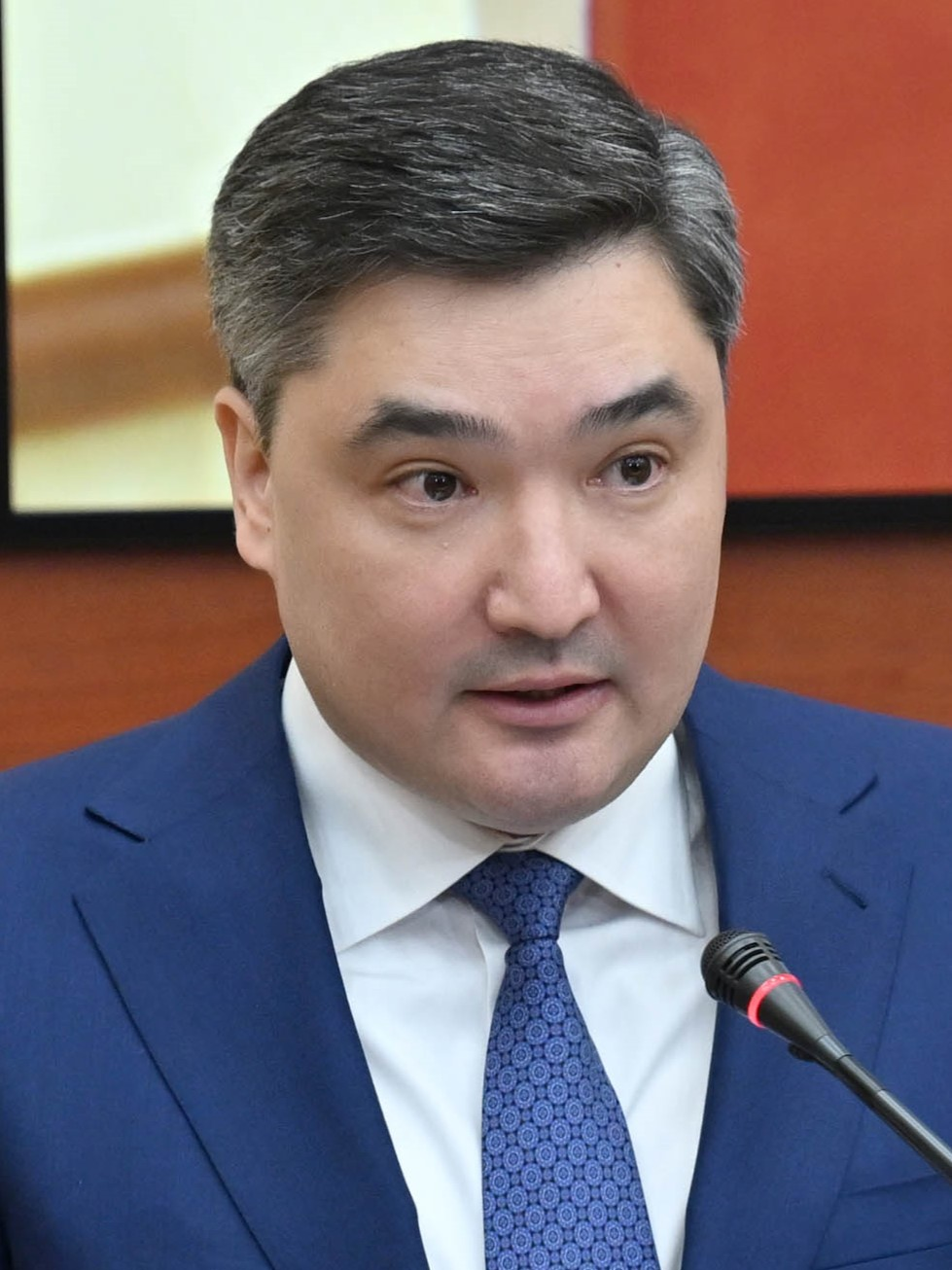
Oljas Bektenov 2024-présent

#### Histoire ancienne
- Culture Begazy-Dandybay (en)
- Culture de Tasmola (en), Sakas, Scythes
- Tumili de Tasmola (en)
- Géoglyphes du Kazakhstan
- Art rupestre, homme-soleil, Tamgaly
- Kourgane de Iessik
- Route de la soie, Saraïtchik
- Shvetahûna (Huns blancs, Hephthalites)
- Expansion de l'islam, conquête musulmane de la Perse (633-654), conquête musulmane de la Transoxiane (673-751), bataille de Talas (751)
  - Sciences arabes, arts de l'Islam, médersas d'Asie centrale
  - Tradition turco-persane (en), variante de culture islamique
- État d'Oghouze-Yabgou (750-1055), capitale Jankent
- Khwarezm, Empire khwarezmien, Khwarezmchahs (1077-1231), invasion mongole de l'Empire khwarezmien (1218-1221), capitale Kounia-Ourguentch, siège d'Otrar
- Invasions mongoles en Asie centrale(1216-1231)
- Horde d'or (1243-1502), Horde Nogaï (~1500-1632), Khanat de Khiva (1511-1920)
- Khanat kazakh (1465-1718/1847)
- Dzoungarie, Khanat dzoungar (1634-1756), guerres Dzoungars-Kazakhs (1643-1756)

#### Prédominance russe
- Conquête russe du Turkestan (1839-1895)
- Turkestan russe (1867-1917), Kazakhstan sous l'Empire russe (~1850-1917), révoltes kazakhes (environ 300 mouvements)
- Turkestan Military District (en) (1867–1920, 1945–1992)
- Série du Turkestan (1871-1873), du peintre russe Vassili Verechtchaguine
- Délimitation des frontières en Asie centrale soviétique, République soviétique populaire du Khorezm (1920-1923)
- République socialiste soviétique autonome du Turkestan (1918-1924), famine de 1919-1922 au Kazakhstan
- République soviétique socialiste autonome kazakhe (1920-1936), famine de 1932-1933 au Kazakhstan
- République socialiste soviétique kazakhe (1936-1991)
- Camp de travail pénitentiaire : Karlag (1930-1959)
- Steplag (goulag des steppes) de Kengir, soulèvement de Kengir (1954)
- Cosmodrome de Baïkonour (1956), cosmodrome de Svobodny (1990~)

#### 1991
- Communauté des États indépendants (1991)
- Démographie du Kazakhstan
- Économie du Kazakhstan
- Politique au Kazakhstan
  - Parlement du Kazakhstan
  - Président de la république du Kazakhstan
  - Liste des Premiers ministres du Kazakhstan
  - Politique étrangère du Kazakhstan
    - Communauté des États indépendants (1991), relations entre le Kazakhstan et la Russie
    - Communauté économique eurasiatique, Union économique eurasiatique
    - Organisation des États turciques (2009)